# 스티라코사우루스
스티라코사우루스(Styracosaurus)는 "긴 가시가 있는 도마뱀" 이란 의미로 "창대 끝의 뾰족한 것(스파이크)"란 뜻의 고대 그리스어 "스티락스" (στύραξ)와 "도마뱀"이란 뜻의 사우로스 (σαῦρος)를 조합한 것이며 미국과 캐나다에 약 7550만년에서 7500만년 사이 백악기 후기에 살았던 초식성 각룡류 공룡의 한 속이다. 목 부위의 프릴에서 넷에서 여섯 개의 긴 뿔이 돋아나 있으며 뺨 양쪽에 작은 뿔이 하나씩, 코 위에는 최대 길이 60 cm 에 너비 15 cm 의 뿔이 하나 튀어나와 있다. 뿔과 프릴의 기능은 여러 해 동안 논쟁의 대상이 되어 왔다.
스티라코사우루스는 비교적 큰 공룡으로 몸길이 5m~6m, 몸무게는 거의 2t~3t에 달했다. 키는 1.8m 정도였다. 스티라코사우루스의 네 다리는 짧았고 덩치는 컸다. 꼬리 역시 비교적 짧았다. 두개골에는 부리가 있었고, 볼 쪽에는 물건을 자를 수 있는 이빨도 연속적인 치열 (dental battery)의 형태로 자리잡고 있었다. 이것을 보면 스티라코사우루스는 식물을 잘라서 먹었던 것으로 보인다. 다른 각룡류들과 마찬가지로 스티라코사우루스도 무리 생활을 하는 동물로 뼈층을 살펴보면 큰 그룹을 지어 이동하는 종류였을 수 있다.
로렌스 램이 1913년에 스티라코사우루스를 켄트로사우루스아과로 분류하면서 명명했다. S. albertensis 가 현재까지 스티라코사우루스로 분류된 유일한 종이며 그 외의 종들은 제각각 다른 속으로 재분류되었다.

## 특징

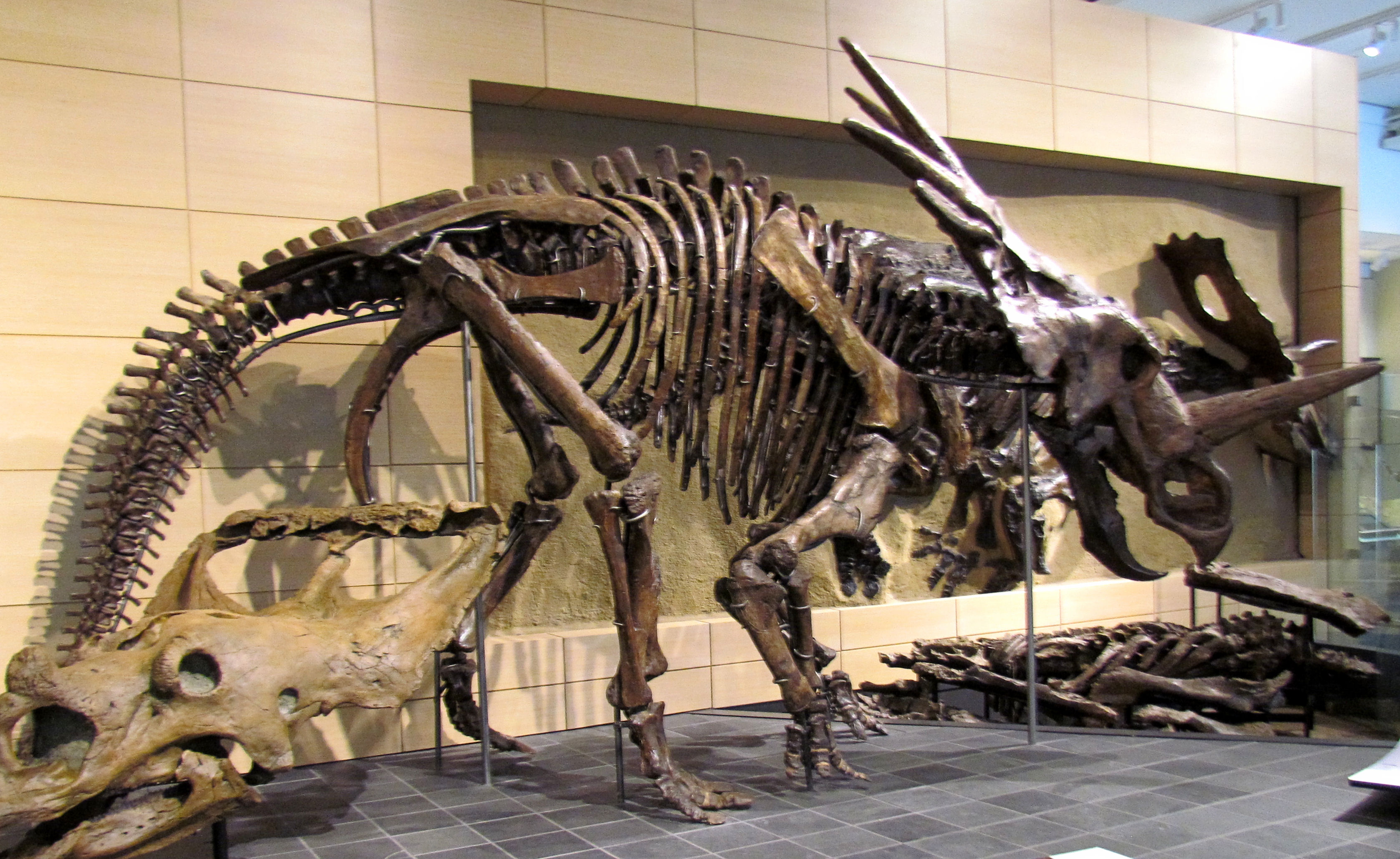
캐나다 자연박물관의 완모식표본 골격

스티라코사우루스 속의 개체들은 성체가 되었을 때 몸길이 6m, 몸무게 2.7톤 정도에 이른다. 거대한 두개골에에는 큰 콧구멍, 곧고 긴 코뿔, 마루뼈와 인상골로 이루어진 프릴, 프릴의 윗부분을 장식한 최소 네 개의 가시 등이 있다. 프릴에 있는 최소 네 개의 긴 가시는 코뿔만큼 길어서 50~55cm 정도다. 완모식표본의 코뿔 길이는 57cm이지만, 완전한 것은 아니다. 다른 스티라코사우루스나 켄트로사우루스의 코뿔 뿔심을 보면 뿔 중간 쯤에 둥근 부분이 있다.
커다란 코뿔과 프릴에 있는 네 개의 가시를 제외하면 두개골의 장식은 개체별로 차이가 많다. 어떤 개체는 프릴의 뒤쪽 가장자리에 켄트로사우루스에서 볼 수 있는 것과 비슷한 갈고리같은 돌기와 옹이들이 작게 튀어나와 있다. 어떤 것은 모식표본과 비슷하게 긴 프릴 가시의 세번째 쌍을 가지고 있다. 또 다른 개체는 훨씬 작은 뿔을 가지고 있으며 프릴의 옆쪽 가장자리에서도 조그만 돌기가 있는 개체들이 일부 있다. 아성체에서는 눈 위의 뿔이 적당한 크기의 피라미드 모양으로 자리잡고 있으나 성체가 되면 그 자리에 움푹 파인 자국만이 남는다. 다른 케라톱스과 공룡들처럼 스티라코사우루스는 프릴에 커다란 구멍이 나 있다. 입의 앞쪽에는 이빨이 없는 대신 부리가 위치한다.
스티라코사우루스의 커다란 몸집은 코뿔소와 닮았다. 견고한 어깨를 종 내의 싸움에서 유용했을 것이다. 스티라코사우루스는 비교적 짧은 꼬리를 가지고 있다. 각 발가락에는 발굽 비슷한 것이 자리잡고 있다.
스티라코사우루스를 비롯하여 케라톱스과 공룡들의 다리 자세에 대해서는 앞다리가 몸통 바로 밑에 자리잡는다는 의견도 있고, 옆으로 펼친 자세를 취한다는 의견도 있었다. 가장 최근의 연구는 그 중간 정도의 자세가 그럴듯하다고 주장한다.

## 분류
스티라코사우루스는 켄트로사우루스아과에 속한다. 켄트로사우루스아과는 주로 북아메리카에 서식했던 대형 각룡류 공룡의 아과로 "큰 코뿔, 미미한 눈 위의 뿔, 짧은 프릴과 짧은 인상골, 카스모사우루스아과에 비해 위아래로 긴 얼굴, 그리고 비공 뒤쪽으로 튀어나온 돌기" 등이 특징이다. 이 분지군의 다른 공룡으로는 아과의 이름이 유래한 켄트로사우루스, 파키리노사우루스, 아바케라톱스, 에이니오사우루스, 알베르타케라톱스, 아켈로우사우루스, 브라키케라톱스, 그리고 모노클로니우스, 등이 있지만 마지막 두 종은 의문명이다. 켄트로사우루스아과의 공룡들은 종들 간 차이, 그리고 종 내에서도 개체들간의 차이가 크기 때문에 어떤 속 어떤 종이 유효한지, 특히 켄트로사우루스와 모노클로니우스가 유효한 속인지, 구분이 불가능한지, 아니면 서로 다른 성을 나타내는 것인지 등에 대해 많은 논쟁이 있어왔다. 1996년에 피터 도드슨은 켄트로사우루스, 스티라코사우루스, 그리고 모노클로니우스가 모두 별개의 속으로 볼 수 있을 만큼 충분한 차이가 있으며 스티라코사우루스와 켄트로사우루스가 모노클로니우스보다 더 서로 닮았다고 보았다. 도드슨은 또 모노클로니우스의 한 종인 M. nasicornis는 스티라코사우루스의 암컷일 것이라고 생각했다. 하지만 대부분의 다른 연구자들은 M. nasicornis 가 스티라코사우루스의 암컷이라는 것을 믿지 않았고 대신 이것이 켄트로사우루스 아페르투스의 동물이명이라고 보았다. 더 이른 시기의 각룡류인 프로토케라톱스가 성적이형성을 보인다는 의견이 있었지만, 케라톱스과 공룡들이 성적이형성을 보인다는 분명한 증거는 없다.
굿윈과 동료들은 1992년에 스티라코사우루스가 에이니오사우루스, 아켈로우사우루스, 그리고 파키리노사우루스로 이어지는 계통의 일부라고 주장했다. 이의견은 몬태나의 투메디신 층에서 발견된 일련의 화석 두개골을 관찰하고 나온 의견이다. 스티라코사우루스의 두개골이라고 생각했던 것이 후에 루베오사우루스로 재분류되면서 이 계통에서 스티라코사우루스의 위치에 대해서는 확실한 결론이 나지 않았다.
아래는 앤드류 T. 맥도날드의 2011년 논문에 발표된 분지도다.
|  | 카스모사우루스 벨리         |
|  |                             |
|  | 펜타케라톱스 스테른베르기이 |
|  |                             |

|  | 명명되지 않은 켄트로사우루스아과 표본 |
|  |                                       |
|  | 켄트로사우루스 브린크마니             |
|  |                                       |
|  | 켄트로사우루스 아페르투스             |
|  |                                       |
|  | 스티라코사우루스 알베르텐시스         |
|  |                                       |

|  | 아켈로우사우루스 호르네리                                                                   |
|  |                                                                                             |
|  | \| \| 파키리노사우루스 라쿠스타이 \| \| \| \| \| \| 파키리노사우루스 카나덴시스 \| \| \| \| |
|  |                                                                                             |
|  | 파키리노사우루스 라쿠스타이                                                                 |
|  |                                                                                             |
|  | 파키리노사우루스 카나덴시스                                                                 |
|  |                                                                                             |

|  | 파키리노사우루스 라쿠스타이 |
|  |                             |
|  | 파키리노사우루스 카나덴시스 |
|  |                             |

|  | 아켈로우사우루스 호르네리                                                                   |
|  |                                                                                             |
|  | \| \| 파키리노사우루스 라쿠스타이 \| \| \| \| \| \| 파키리노사우루스 카나덴시스 \| \| \| \| |
|  |                                                                                             |
|  | 파키리노사우루스 라쿠스타이                                                                 |
|  |                                                                                             |
|  | 파키리노사우루스 카나덴시스                                                                 |
|  |                                                                                             |

|  | 파키리노사우루스 라쿠스타이 |
|  |                             |
|  | 파키리노사우루스 카나덴시스 |
|  |                             |

|  | 아켈로우사우루스 호르네리                                                                   |
|  |                                                                                             |
|  | \| \| 파키리노사우루스 라쿠스타이 \| \| \| \| \| \| 파키리노사우루스 카나덴시스 \| \| \| \| |
|  |                                                                                             |
|  | 파키리노사우루스 라쿠스타이                                                                 |
|  |                                                                                             |
|  | 파키리노사우루스 카나덴시스                                                                 |
|  |                                                                                             |

|  | 파키리노사우루스 라쿠스타이 |
|  |                             |
|  | 파키리노사우루스 카나덴시스 |
|  |                             |

|  | 아켈로우사우루스 호르네리                                                                   |
|  |                                                                                             |
|  | \| \| 파키리노사우루스 라쿠스타이 \| \| \| \| \| \| 파키리노사우루스 카나덴시스 \| \| \| \| |
|  |                                                                                             |
|  | 파키리노사우루스 라쿠스타이                                                                 |
|  |                                                                                             |
|  | 파키리노사우루스 카나덴시스                                                                 |
|  |                                                                                             |

|  | 파키리노사우루스 라쿠스타이 |
|  |                             |
|  | 파키리노사우루스 카나덴시스 |
|  |                             |

|  | 아켈로우사우루스 호르네리                                                                   |
|  |                                                                                             |
|  | \| \| 파키리노사우루스 라쿠스타이 \| \| \| \| \| \| 파키리노사우루스 카나덴시스 \| \| \| \| |
|  |                                                                                             |
|  | 파키리노사우루스 라쿠스타이                                                                 |
|  |                                                                                             |
|  | 파키리노사우루스 카나덴시스                                                                 |
|  |                                                                                             |

|  | 파키리노사우루스 라쿠스타이 |
|  |                             |
|  | 파키리노사우루스 카나덴시스 |
|  |                             |

|  | 아켈로우사우루스 호르네리                                                                   |
|  |                                                                                             |
|  | \| \| 파키리노사우루스 라쿠스타이 \| \| \| \| \| \| 파키리노사우루스 카나덴시스 \| \| \| \| |
|  |                                                                                             |
|  | 파키리노사우루스 라쿠스타이                                                                 |
|  |                                                                                             |
|  | 파키리노사우루스 카나덴시스                                                                 |
|  |                                                                                             |

|  | 파키리노사우루스 라쿠스타이 |
|  |                             |
|  | 파키리노사우루스 카나덴시스 |
|  |                             |

|  | 아켈로우사우루스 호르네리                                                                   |
|  |                                                                                             |
|  | \| \| 파키리노사우루스 라쿠스타이 \| \| \| \| \| \| 파키리노사우루스 카나덴시스 \| \| \| \| |
|  |                                                                                             |
|  | 파키리노사우루스 라쿠스타이                                                                 |
|  |                                                                                             |
|  | 파키리노사우루스 카나덴시스                                                                 |
|  |                                                                                             |

|  | 파키리노사우루스 라쿠스타이 |
|  |                             |
|  | 파키리노사우루스 카나덴시스 |
|  |                             |

|  | 아켈로우사우루스 호르네리                                                                   |
|  |                                                                                             |
|  | \| \| 파키리노사우루스 라쿠스타이 \| \| \| \| \| \| 파키리노사우루스 카나덴시스 \| \| \| \| |
|  |                                                                                             |
|  | 파키리노사우루스 라쿠스타이                                                                 |
|  |                                                                                             |
|  | 파키리노사우루스 카나덴시스                                                                 |
|  |                                                                                             |

|  | 파키리노사우루스 라쿠스타이 |
|  |                             |
|  | 파키리노사우루스 카나덴시스 |
|  |                             |

|  | 명명되지 않은 켄트로사우루스아과 표본 |
|  |                                       |
|  | 켄트로사우루스 브린크마니             |
|  |                                       |
|  | 켄트로사우루스 아페르투스             |
|  |                                       |
|  | 스티라코사우루스 알베르텐시스         |
|  |                                       |

|  | 아켈로우사우루스 호르네리                                                                   |
|  |                                                                                             |
|  | \| \| 파키리노사우루스 라쿠스타이 \| \| \| \| \| \| 파키리노사우루스 카나덴시스 \| \| \| \| |
|  |                                                                                             |
|  | 파키리노사우루스 라쿠스타이                                                                 |
|  |                                                                                             |
|  | 파키리노사우루스 카나덴시스                                                                 |
|  |                                                                                             |

|  | 파키리노사우루스 라쿠스타이 |
|  |                             |
|  | 파키리노사우루스 카나덴시스 |
|  |                             |

|  | 아켈로우사우루스 호르네리                                                                   |
|  |                                                                                             |
|  | \| \| 파키리노사우루스 라쿠스타이 \| \| \| \| \| \| 파키리노사우루스 카나덴시스 \| \| \| \| |
|  |                                                                                             |
|  | 파키리노사우루스 라쿠스타이                                                                 |
|  |                                                                                             |
|  | 파키리노사우루스 카나덴시스                                                                 |
|  |                                                                                             |

|  | 파키리노사우루스 라쿠스타이 |
|  |                             |
|  | 파키리노사우루스 카나덴시스 |
|  |                             |

|  | 아켈로우사우루스 호르네리                                                                   |
|  |                                                                                             |
|  | \| \| 파키리노사우루스 라쿠스타이 \| \| \| \| \| \| 파키리노사우루스 카나덴시스 \| \| \| \| |
|  |                                                                                             |
|  | 파키리노사우루스 라쿠스타이                                                                 |
|  |                                                                                             |
|  | 파키리노사우루스 카나덴시스                                                                 |
|  |                                                                                             |

|  | 파키리노사우루스 라쿠스타이 |
|  |                             |
|  | 파키리노사우루스 카나덴시스 |
|  |                             |

|  | 아켈로우사우루스 호르네리                                                                   |
|  |                                                                                             |
|  | \| \| 파키리노사우루스 라쿠스타이 \| \| \| \| \| \| 파키리노사우루스 카나덴시스 \| \| \| \| |
|  |                                                                                             |
|  | 파키리노사우루스 라쿠스타이                                                                 |
|  |                                                                                             |
|  | 파키리노사우루스 카나덴시스                                                                 |
|  |                                                                                             |

|  | 파키리노사우루스 라쿠스타이 |
|  |                             |
|  | 파키리노사우루스 카나덴시스 |
|  |                             |

|  | 아켈로우사우루스 호르네리                                                                   |
|  |                                                                                             |
|  | \| \| 파키리노사우루스 라쿠스타이 \| \| \| \| \| \| 파키리노사우루스 카나덴시스 \| \| \| \| |
|  |                                                                                             |
|  | 파키리노사우루스 라쿠스타이                                                                 |
|  |                                                                                             |
|  | 파키리노사우루스 카나덴시스                                                                 |
|  |                                                                                             |

|  | 파키리노사우루스 라쿠스타이 |
|  |                             |
|  | 파키리노사우루스 카나덴시스 |
|  |                             |

|  | 아켈로우사우루스 호르네리                                                                   |
|  |                                                                                             |
|  | \| \| 파키리노사우루스 라쿠스타이 \| \| \| \| \| \| 파키리노사우루스 카나덴시스 \| \| \| \| |
|  |                                                                                             |
|  | 파키리노사우루스 라쿠스타이                                                                 |
|  |                                                                                             |
|  | 파키리노사우루스 카나덴시스                                                                 |
|  |                                                                                             |

|  | 파키리노사우루스 라쿠스타이 |
|  |                             |
|  | 파키리노사우루스 카나덴시스 |
|  |                             |

|  | 아켈로우사우루스 호르네리                                                                   |
|  |                                                                                             |
|  | \| \| 파키리노사우루스 라쿠스타이 \| \| \| \| \| \| 파키리노사우루스 카나덴시스 \| \| \| \| |
|  |                                                                                             |
|  | 파키리노사우루스 라쿠스타이                                                                 |
|  |                                                                                             |
|  | 파키리노사우루스 카나덴시스                                                                 |
|  |                                                                                             |

|  | 파키리노사우루스 라쿠스타이 |
|  |                             |
|  | 파키리노사우루스 카나덴시스 |
|  |                             |

|  | 아켈로우사우루스 호르네리                                                                   |
|  |                                                                                             |
|  | \| \| 파키리노사우루스 라쿠스타이 \| \| \| \| \| \| 파키리노사우루스 카나덴시스 \| \| \| \| |
|  |                                                                                             |
|  | 파키리노사우루스 라쿠스타이                                                                 |
|  |                                                                                             |
|  | 파키리노사우루스 카나덴시스                                                                 |
|  |                                                                                             |

|  | 파키리노사우루스 라쿠스타이 |
|  |                             |
|  | 파키리노사우루스 카나덴시스 |
|  |                             |

|  | 명명되지 않은 켄트로사우루스아과 표본 |
|  |                                       |
|  | 켄트로사우루스 브린크마니             |
|  |                                       |
|  | 켄트로사우루스 아페르투스             |
|  |                                       |
|  | 스티라코사우루스 알베르텐시스         |
|  |                                       |

|  | 아켈로우사우루스 호르네리                                                                   |
|  |                                                                                             |
|  | \| \| 파키리노사우루스 라쿠스타이 \| \| \| \| \| \| 파키리노사우루스 카나덴시스 \| \| \| \| |
|  |                                                                                             |
|  | 파키리노사우루스 라쿠스타이                                                                 |
|  |                                                                                             |
|  | 파키리노사우루스 카나덴시스                                                                 |
|  |                                                                                             |

|  | 파키리노사우루스 라쿠스타이 |
|  |                             |
|  | 파키리노사우루스 카나덴시스 |
|  |                             |

|  | 아켈로우사우루스 호르네리                                                                   |
|  |                                                                                             |
|  | \| \| 파키리노사우루스 라쿠스타이 \| \| \| \| \| \| 파키리노사우루스 카나덴시스 \| \| \| \| |
|  |                                                                                             |
|  | 파키리노사우루스 라쿠스타이                                                                 |
|  |                                                                                             |
|  | 파키리노사우루스 카나덴시스                                                                 |
|  |                                                                                             |

|  | 파키리노사우루스 라쿠스타이 |
|  |                             |
|  | 파키리노사우루스 카나덴시스 |
|  |                             |

|  | 아켈로우사우루스 호르네리                                                                   |
|  |                                                                                             |
|  | \| \| 파키리노사우루스 라쿠스타이 \| \| \| \| \| \| 파키리노사우루스 카나덴시스 \| \| \| \| |
|  |                                                                                             |
|  | 파키리노사우루스 라쿠스타이                                                                 |
|  |                                                                                             |
|  | 파키리노사우루스 카나덴시스                                                                 |
|  |                                                                                             |

|  | 파키리노사우루스 라쿠스타이 |
|  |                             |
|  | 파키리노사우루스 카나덴시스 |
|  |                             |

|  | 아켈로우사우루스 호르네리                                                                   |
|  |                                                                                             |
|  | \| \| 파키리노사우루스 라쿠스타이 \| \| \| \| \| \| 파키리노사우루스 카나덴시스 \| \| \| \| |
|  |                                                                                             |
|  | 파키리노사우루스 라쿠스타이                                                                 |
|  |                                                                                             |
|  | 파키리노사우루스 카나덴시스                                                                 |
|  |                                                                                             |

|  | 파키리노사우루스 라쿠스타이 |
|  |                             |
|  | 파키리노사우루스 카나덴시스 |
|  |                             |

|  | 아켈로우사우루스 호르네리                                                                   |
|  |                                                                                             |
|  | \| \| 파키리노사우루스 라쿠스타이 \| \| \| \| \| \| 파키리노사우루스 카나덴시스 \| \| \| \| |
|  |                                                                                             |
|  | 파키리노사우루스 라쿠스타이                                                                 |
|  |                                                                                             |
|  | 파키리노사우루스 카나덴시스                                                                 |
|  |                                                                                             |

|  | 파키리노사우루스 라쿠스타이 |
|  |                             |
|  | 파키리노사우루스 카나덴시스 |
|  |                             |

|  | 아켈로우사우루스 호르네리                                                                   |
|  |                                                                                             |
|  | \| \| 파키리노사우루스 라쿠스타이 \| \| \| \| \| \| 파키리노사우루스 카나덴시스 \| \| \| \| |
|  |                                                                                             |
|  | 파키리노사우루스 라쿠스타이                                                                 |
|  |                                                                                             |
|  | 파키리노사우루스 카나덴시스                                                                 |
|  |                                                                                             |

|  | 파키리노사우루스 라쿠스타이 |
|  |                             |
|  | 파키리노사우루스 카나덴시스 |
|  |                             |

|  | 아켈로우사우루스 호르네리                                                                   |
|  |                                                                                             |
|  | \| \| 파키리노사우루스 라쿠스타이 \| \| \| \| \| \| 파키리노사우루스 카나덴시스 \| \| \| \| |
|  |                                                                                             |
|  | 파키리노사우루스 라쿠스타이                                                                 |
|  |                                                                                             |
|  | 파키리노사우루스 카나덴시스                                                                 |
|  |                                                                                             |

|  | 파키리노사우루스 라쿠스타이 |
|  |                             |
|  | 파키리노사우루스 카나덴시스 |
|  |                             |

|  | 아켈로우사우루스 호르네리                                                                   |
|  |                                                                                             |
|  | \| \| 파키리노사우루스 라쿠스타이 \| \| \| \| \| \| 파키리노사우루스 카나덴시스 \| \| \| \| |
|  |                                                                                             |
|  | 파키리노사우루스 라쿠스타이                                                                 |
|  |                                                                                             |
|  | 파키리노사우루스 카나덴시스                                                                 |
|  |                                                                                             |

|  | 파키리노사우루스 라쿠스타이 |
|  |                             |
|  | 파키리노사우루스 카나덴시스 |
|  |                             |

|  | 명명되지 않은 켄트로사우루스아과 표본 |
|  |                                       |
|  | 켄트로사우루스 브린크마니             |
|  |                                       |
|  | 켄트로사우루스 아페르투스             |
|  |                                       |
|  | 스티라코사우루스 알베르텐시스         |
|  |                                       |

|  | 아켈로우사우루스 호르네리                                                                   |
|  |                                                                                             |
|  | \| \| 파키리노사우루스 라쿠스타이 \| \| \| \| \| \| 파키리노사우루스 카나덴시스 \| \| \| \| |
|  |                                                                                             |
|  | 파키리노사우루스 라쿠스타이                                                                 |
|  |                                                                                             |
|  | 파키리노사우루스 카나덴시스                                                                 |
|  |                                                                                             |

|  | 파키리노사우루스 라쿠스타이 |
|  |                             |
|  | 파키리노사우루스 카나덴시스 |
|  |                             |

|  | 아켈로우사우루스 호르네리                                                                   |
|  |                                                                                             |
|  | \| \| 파키리노사우루스 라쿠스타이 \| \| \| \| \| \| 파키리노사우루스 카나덴시스 \| \| \| \| |
|  |                                                                                             |
|  | 파키리노사우루스 라쿠스타이                                                                 |
|  |                                                                                             |
|  | 파키리노사우루스 카나덴시스                                                                 |
|  |                                                                                             |

|  | 파키리노사우루스 라쿠스타이 |
|  |                             |
|  | 파키리노사우루스 카나덴시스 |
|  |                             |

|  | 아켈로우사우루스 호르네리                                                                   |
|  |                                                                                             |
|  | \| \| 파키리노사우루스 라쿠스타이 \| \| \| \| \| \| 파키리노사우루스 카나덴시스 \| \| \| \| |
|  |                                                                                             |
|  | 파키리노사우루스 라쿠스타이                                                                 |
|  |                                                                                             |
|  | 파키리노사우루스 카나덴시스                                                                 |
|  |                                                                                             |

|  | 파키리노사우루스 라쿠스타이 |
|  |                             |
|  | 파키리노사우루스 카나덴시스 |
|  |                             |

|  | 아켈로우사우루스 호르네리                                                                   |
|  |                                                                                             |
|  | \| \| 파키리노사우루스 라쿠스타이 \| \| \| \| \| \| 파키리노사우루스 카나덴시스 \| \| \| \| |
|  |                                                                                             |
|  | 파키리노사우루스 라쿠스타이                                                                 |
|  |                                                                                             |
|  | 파키리노사우루스 카나덴시스                                                                 |
|  |                                                                                             |

|  | 파키리노사우루스 라쿠스타이 |
|  |                             |
|  | 파키리노사우루스 카나덴시스 |
|  |                             |

|  | 아켈로우사우루스 호르네리                                                                   |
|  |                                                                                             |
|  | \| \| 파키리노사우루스 라쿠스타이 \| \| \| \| \| \| 파키리노사우루스 카나덴시스 \| \| \| \| |
|  |                                                                                             |
|  | 파키리노사우루스 라쿠스타이                                                                 |
|  |                                                                                             |
|  | 파키리노사우루스 카나덴시스                                                                 |
|  |                                                                                             |

|  | 파키리노사우루스 라쿠스타이 |
|  |                             |
|  | 파키리노사우루스 카나덴시스 |
|  |                             |

|  | 아켈로우사우루스 호르네리                                                                   |
|  |                                                                                             |
|  | \| \| 파키리노사우루스 라쿠스타이 \| \| \| \| \| \| 파키리노사우루스 카나덴시스 \| \| \| \| |
|  |                                                                                             |
|  | 파키리노사우루스 라쿠스타이                                                                 |
|  |                                                                                             |
|  | 파키리노사우루스 카나덴시스                                                                 |
|  |                                                                                             |

|  | 파키리노사우루스 라쿠스타이 |
|  |                             |
|  | 파키리노사우루스 카나덴시스 |
|  |                             |

|  | 아켈로우사우루스 호르네리                                                                   |
|  |                                                                                             |
|  | \| \| 파키리노사우루스 라쿠스타이 \| \| \| \| \| \| 파키리노사우루스 카나덴시스 \| \| \| \| |
|  |                                                                                             |
|  | 파키리노사우루스 라쿠스타이                                                                 |
|  |                                                                                             |
|  | 파키리노사우루스 카나덴시스                                                                 |
|  |                                                                                             |

|  | 파키리노사우루스 라쿠스타이 |
|  |                             |
|  | 파키리노사우루스 카나덴시스 |
|  |                             |

|  | 아켈로우사우루스 호르네리                                                                   |
|  |                                                                                             |
|  | \| \| 파키리노사우루스 라쿠스타이 \| \| \| \| \| \| 파키리노사우루스 카나덴시스 \| \| \| \| |
|  |                                                                                             |
|  | 파키리노사우루스 라쿠스타이                                                                 |
|  |                                                                                             |
|  | 파키리노사우루스 카나덴시스                                                                 |
|  |                                                                                             |

|  | 파키리노사우루스 라쿠스타이 |
|  |                             |
|  | 파키리노사우루스 카나덴시스 |
|  |                             |

|  | 명명되지 않은 켄트로사우루스아과 표본 |
|  |                                       |
|  | 켄트로사우루스 브린크마니             |
|  |                                       |
|  | 켄트로사우루스 아페르투스             |
|  |                                       |
|  | 스티라코사우루스 알베르텐시스         |
|  |                                       |

|  | 아켈로우사우루스 호르네리                                                                   |
|  |                                                                                             |
|  | \| \| 파키리노사우루스 라쿠스타이 \| \| \| \| \| \| 파키리노사우루스 카나덴시스 \| \| \| \| |
|  |                                                                                             |
|  | 파키리노사우루스 라쿠스타이                                                                 |
|  |                                                                                             |
|  | 파키리노사우루스 카나덴시스                                                                 |
|  |                                                                                             |

|  | 파키리노사우루스 라쿠스타이 |
|  |                             |
|  | 파키리노사우루스 카나덴시스 |
|  |                             |

|  | 아켈로우사우루스 호르네리                                                                   |
|  |                                                                                             |
|  | \| \| 파키리노사우루스 라쿠스타이 \| \| \| \| \| \| 파키리노사우루스 카나덴시스 \| \| \| \| |
|  |                                                                                             |
|  | 파키리노사우루스 라쿠스타이                                                                 |
|  |                                                                                             |
|  | 파키리노사우루스 카나덴시스                                                                 |
|  |                                                                                             |

|  | 파키리노사우루스 라쿠스타이 |
|  |                             |
|  | 파키리노사우루스 카나덴시스 |
|  |                             |

|  | 아켈로우사우루스 호르네리                                                                   |
|  |                                                                                             |
|  | \| \| 파키리노사우루스 라쿠스타이 \| \| \| \| \| \| 파키리노사우루스 카나덴시스 \| \| \| \| |
|  |                                                                                             |
|  | 파키리노사우루스 라쿠스타이                                                                 |
|  |                                                                                             |
|  | 파키리노사우루스 카나덴시스                                                                 |
|  |                                                                                             |

|  | 파키리노사우루스 라쿠스타이 |
|  |                             |
|  | 파키리노사우루스 카나덴시스 |
|  |                             |

|  | 아켈로우사우루스 호르네리                                                                   |
|  |                                                                                             |
|  | \| \| 파키리노사우루스 라쿠스타이 \| \| \| \| \| \| 파키리노사우루스 카나덴시스 \| \| \| \| |
|  |                                                                                             |
|  | 파키리노사우루스 라쿠스타이                                                                 |
|  |                                                                                             |
|  | 파키리노사우루스 카나덴시스                                                                 |
|  |                                                                                             |

|  | 파키리노사우루스 라쿠스타이 |
|  |                             |
|  | 파키리노사우루스 카나덴시스 |
|  |                             |

|  | 아켈로우사우루스 호르네리                                                                   |
|  |                                                                                             |
|  | \| \| 파키리노사우루스 라쿠스타이 \| \| \| \| \| \| 파키리노사우루스 카나덴시스 \| \| \| \| |
|  |                                                                                             |
|  | 파키리노사우루스 라쿠스타이                                                                 |
|  |                                                                                             |
|  | 파키리노사우루스 카나덴시스                                                                 |
|  |                                                                                             |

|  | 파키리노사우루스 라쿠스타이 |
|  |                             |
|  | 파키리노사우루스 카나덴시스 |
|  |                             |

|  | 아켈로우사우루스 호르네리                                                                   |
|  |                                                                                             |
|  | \| \| 파키리노사우루스 라쿠스타이 \| \| \| \| \| \| 파키리노사우루스 카나덴시스 \| \| \| \| |
|  |                                                                                             |
|  | 파키리노사우루스 라쿠스타이                                                                 |
|  |                                                                                             |
|  | 파키리노사우루스 카나덴시스                                                                 |
|  |                                                                                             |

|  | 파키리노사우루스 라쿠스타이 |
|  |                             |
|  | 파키리노사우루스 카나덴시스 |
|  |                             |

|  | 아켈로우사우루스 호르네리                                                                   |
|  |                                                                                             |
|  | \| \| 파키리노사우루스 라쿠스타이 \| \| \| \| \| \| 파키리노사우루스 카나덴시스 \| \| \| \| |
|  |                                                                                             |
|  | 파키리노사우루스 라쿠스타이                                                                 |
|  |                                                                                             |
|  | 파키리노사우루스 카나덴시스                                                                 |
|  |                                                                                             |

|  | 파키리노사우루스 라쿠스타이 |
|  |                             |
|  | 파키리노사우루스 카나덴시스 |
|  |                             |

|  | 아켈로우사우루스 호르네리                                                                   |
|  |                                                                                             |
|  | \| \| 파키리노사우루스 라쿠스타이 \| \| \| \| \| \| 파키리노사우루스 카나덴시스 \| \| \| \| |
|  |                                                                                             |
|  | 파키리노사우루스 라쿠스타이                                                                 |
|  |                                                                                             |
|  | 파키리노사우루스 카나덴시스                                                                 |
|  |                                                                                             |

|  | 파키리노사우루스 라쿠스타이 |
|  |                             |
|  | 파키리노사우루스 카나덴시스 |
|  |                             |

|  | 명명되지 않은 켄트로사우루스아과 표본 |
|  |                                       |
|  | 켄트로사우루스 브린크마니             |
|  |                                       |
|  | 켄트로사우루스 아페르투스             |
|  |                                       |
|  | 스티라코사우루스 알베르텐시스         |
|  |                                       |

|  | 아켈로우사우루스 호르네리                                                                   |
|  |                                                                                             |
|  | \| \| 파키리노사우루스 라쿠스타이 \| \| \| \| \| \| 파키리노사우루스 카나덴시스 \| \| \| \| |
|  |                                                                                             |
|  | 파키리노사우루스 라쿠스타이                                                                 |
|  |                                                                                             |
|  | 파키리노사우루스 카나덴시스                                                                 |
|  |                                                                                             |

|  | 파키리노사우루스 라쿠스타이 |
|  |                             |
|  | 파키리노사우루스 카나덴시스 |
|  |                             |

|  | 아켈로우사우루스 호르네리                                                                   |
|  |                                                                                             |
|  | \| \| 파키리노사우루스 라쿠스타이 \| \| \| \| \| \| 파키리노사우루스 카나덴시스 \| \| \| \| |
|  |                                                                                             |
|  | 파키리노사우루스 라쿠스타이                                                                 |
|  |                                                                                             |
|  | 파키리노사우루스 카나덴시스                                                                 |
|  |                                                                                             |

|  | 파키리노사우루스 라쿠스타이 |
|  |                             |
|  | 파키리노사우루스 카나덴시스 |
|  |                             |

|  | 아켈로우사우루스 호르네리                                                                   |
|  |                                                                                             |
|  | \| \| 파키리노사우루스 라쿠스타이 \| \| \| \| \| \| 파키리노사우루스 카나덴시스 \| \| \| \| |
|  |                                                                                             |
|  | 파키리노사우루스 라쿠스타이                                                                 |
|  |                                                                                             |
|  | 파키리노사우루스 카나덴시스                                                                 |
|  |                                                                                             |

|  | 파키리노사우루스 라쿠스타이 |
|  |                             |
|  | 파키리노사우루스 카나덴시스 |
|  |                             |

|  | 아켈로우사우루스 호르네리                                                                   |
|  |                                                                                             |
|  | \| \| 파키리노사우루스 라쿠스타이 \| \| \| \| \| \| 파키리노사우루스 카나덴시스 \| \| \| \| |
|  |                                                                                             |
|  | 파키리노사우루스 라쿠스타이                                                                 |
|  |                                                                                             |
|  | 파키리노사우루스 카나덴시스                                                                 |
|  |                                                                                             |

|  | 파키리노사우루스 라쿠스타이 |
|  |                             |
|  | 파키리노사우루스 카나덴시스 |
|  |                             |

|  | 아켈로우사우루스 호르네리                                                                   |
|  |                                                                                             |
|  | \| \| 파키리노사우루스 라쿠스타이 \| \| \| \| \| \| 파키리노사우루스 카나덴시스 \| \| \| \| |
|  |                                                                                             |
|  | 파키리노사우루스 라쿠스타이                                                                 |
|  |                                                                                             |
|  | 파키리노사우루스 카나덴시스                                                                 |
|  |                                                                                             |

|  | 파키리노사우루스 라쿠스타이 |
|  |                             |
|  | 파키리노사우루스 카나덴시스 |
|  |                             |

|  | 아켈로우사우루스 호르네리                                                                   |
|  |                                                                                             |
|  | \| \| 파키리노사우루스 라쿠스타이 \| \| \| \| \| \| 파키리노사우루스 카나덴시스 \| \| \| \| |
|  |                                                                                             |
|  | 파키리노사우루스 라쿠스타이                                                                 |
|  |                                                                                             |
|  | 파키리노사우루스 카나덴시스                                                                 |
|  |                                                                                             |

|  | 파키리노사우루스 라쿠스타이 |
|  |                             |
|  | 파키리노사우루스 카나덴시스 |
|  |                             |

|  | 아켈로우사우루스 호르네리                                                                   |
|  |                                                                                             |
|  | \| \| 파키리노사우루스 라쿠스타이 \| \| \| \| \| \| 파키리노사우루스 카나덴시스 \| \| \| \| |
|  |                                                                                             |
|  | 파키리노사우루스 라쿠스타이                                                                 |
|  |                                                                                             |
|  | 파키리노사우루스 카나덴시스                                                                 |
|  |                                                                                             |

|  | 파키리노사우루스 라쿠스타이 |
|  |                             |
|  | 파키리노사우루스 카나덴시스 |
|  |                             |

|  | 아켈로우사우루스 호르네리                                                                   |
|  |                                                                                             |
|  | \| \| 파키리노사우루스 라쿠스타이 \| \| \| \| \| \| 파키리노사우루스 카나덴시스 \| \| \| \| |
|  |                                                                                             |
|  | 파키리노사우루스 라쿠스타이                                                                 |
|  |                                                                                             |
|  | 파키리노사우루스 카나덴시스                                                                 |
|  |                                                                                             |

|  | 파키리노사우루스 라쿠스타이 |
|  |                             |
|  | 파키리노사우루스 카나덴시스 |
|  |                             |

|  | 명명되지 않은 켄트로사우루스아과 표본 |
|  |                                       |
|  | 켄트로사우루스 브린크마니             |
|  |                                       |
|  | 켄트로사우루스 아페르투스             |
|  |                                       |
|  | 스티라코사우루스 알베르텐시스         |
|  |                                       |

|  | 아켈로우사우루스 호르네리                                                                   |
|  |                                                                                             |
|  | \| \| 파키리노사우루스 라쿠스타이 \| \| \| \| \| \| 파키리노사우루스 카나덴시스 \| \| \| \| |
|  |                                                                                             |
|  | 파키리노사우루스 라쿠스타이                                                                 |
|  |                                                                                             |
|  | 파키리노사우루스 카나덴시스                                                                 |
|  |                                                                                             |

|  | 파키리노사우루스 라쿠스타이 |
|  |                             |
|  | 파키리노사우루스 카나덴시스 |
|  |                             |

|  | 아켈로우사우루스 호르네리                                                                   |
|  |                                                                                             |
|  | \| \| 파키리노사우루스 라쿠스타이 \| \| \| \| \| \| 파키리노사우루스 카나덴시스 \| \| \| \| |
|  |                                                                                             |
|  | 파키리노사우루스 라쿠스타이                                                                 |
|  |                                                                                             |
|  | 파키리노사우루스 카나덴시스                                                                 |
|  |                                                                                             |

|  | 파키리노사우루스 라쿠스타이 |
|  |                             |
|  | 파키리노사우루스 카나덴시스 |
|  |                             |

|  | 아켈로우사우루스 호르네리                                                                   |
|  |                                                                                             |
|  | \| \| 파키리노사우루스 라쿠스타이 \| \| \| \| \| \| 파키리노사우루스 카나덴시스 \| \| \| \| |
|  |                                                                                             |
|  | 파키리노사우루스 라쿠스타이                                                                 |
|  |                                                                                             |
|  | 파키리노사우루스 카나덴시스                                                                 |
|  |                                                                                             |

|  | 파키리노사우루스 라쿠스타이 |
|  |                             |
|  | 파키리노사우루스 카나덴시스 |
|  |                             |

|  | 아켈로우사우루스 호르네리                                                                   |
|  |                                                                                             |
|  | \| \| 파키리노사우루스 라쿠스타이 \| \| \| \| \| \| 파키리노사우루스 카나덴시스 \| \| \| \| |
|  |                                                                                             |
|  | 파키리노사우루스 라쿠스타이                                                                 |
|  |                                                                                             |
|  | 파키리노사우루스 카나덴시스                                                                 |
|  |                                                                                             |

|  | 파키리노사우루스 라쿠스타이 |
|  |                             |
|  | 파키리노사우루스 카나덴시스 |
|  |                             |

|  | 아켈로우사우루스 호르네리                                                                   |
|  |                                                                                             |
|  | \| \| 파키리노사우루스 라쿠스타이 \| \| \| \| \| \| 파키리노사우루스 카나덴시스 \| \| \| \| |
|  |                                                                                             |
|  | 파키리노사우루스 라쿠스타이                                                                 |
|  |                                                                                             |
|  | 파키리노사우루스 카나덴시스                                                                 |
|  |                                                                                             |

|  | 파키리노사우루스 라쿠스타이 |
|  |                             |
|  | 파키리노사우루스 카나덴시스 |
|  |                             |

|  | 아켈로우사우루스 호르네리                                                                   |
|  |                                                                                             |
|  | \| \| 파키리노사우루스 라쿠스타이 \| \| \| \| \| \| 파키리노사우루스 카나덴시스 \| \| \| \| |
|  |                                                                                             |
|  | 파키리노사우루스 라쿠스타이                                                                 |
|  |                                                                                             |
|  | 파키리노사우루스 카나덴시스                                                                 |
|  |                                                                                             |

|  | 파키리노사우루스 라쿠스타이 |
|  |                             |
|  | 파키리노사우루스 카나덴시스 |
|  |                             |

|  | 아켈로우사우루스 호르네리                                                                   |
|  |                                                                                             |
|  | \| \| 파키리노사우루스 라쿠스타이 \| \| \| \| \| \| 파키리노사우루스 카나덴시스 \| \| \| \| |
|  |                                                                                             |
|  | 파키리노사우루스 라쿠스타이                                                                 |
|  |                                                                                             |
|  | 파키리노사우루스 카나덴시스                                                                 |
|  |                                                                                             |

|  | 파키리노사우루스 라쿠스타이 |
|  |                             |
|  | 파키리노사우루스 카나덴시스 |
|  |                             |

|  | 아켈로우사우루스 호르네리                                                                   |
|  |                                                                                             |
|  | \| \| 파키리노사우루스 라쿠스타이 \| \| \| \| \| \| 파키리노사우루스 카나덴시스 \| \| \| \| |
|  |                                                                                             |
|  | 파키리노사우루스 라쿠스타이                                                                 |
|  |                                                                                             |
|  | 파키리노사우루스 카나덴시스                                                                 |
|  |                                                                                             |

|  | 파키리노사우루스 라쿠스타이 |
|  |                             |
|  | 파키리노사우루스 카나덴시스 |
|  |                             |

|  | 명명되지 않은 켄트로사우루스아과 표본 |
|  |                                       |
|  | 켄트로사우루스 브린크마니             |
|  |                                       |
|  | 켄트로사우루스 아페르투스             |
|  |                                       |
|  | 스티라코사우루스 알베르텐시스         |
|  |                                       |

|  | 아켈로우사우루스 호르네리                                                                   |
|  |                                                                                             |
|  | \| \| 파키리노사우루스 라쿠스타이 \| \| \| \| \| \| 파키리노사우루스 카나덴시스 \| \| \| \| |
|  |                                                                                             |
|  | 파키리노사우루스 라쿠스타이                                                                 |
|  |                                                                                             |
|  | 파키리노사우루스 카나덴시스                                                                 |
|  |                                                                                             |

|  | 파키리노사우루스 라쿠스타이 |
|  |                             |
|  | 파키리노사우루스 카나덴시스 |
|  |                             |

|  | 아켈로우사우루스 호르네리                                                                   |
|  |                                                                                             |
|  | \| \| 파키리노사우루스 라쿠스타이 \| \| \| \| \| \| 파키리노사우루스 카나덴시스 \| \| \| \| |
|  |                                                                                             |
|  | 파키리노사우루스 라쿠스타이                                                                 |
|  |                                                                                             |
|  | 파키리노사우루스 카나덴시스                                                                 |
|  |                                                                                             |

|  | 파키리노사우루스 라쿠스타이 |
|  |                             |
|  | 파키리노사우루스 카나덴시스 |
|  |                             |

|  | 아켈로우사우루스 호르네리                                                                   |
|  |                                                                                             |
|  | \| \| 파키리노사우루스 라쿠스타이 \| \| \| \| \| \| 파키리노사우루스 카나덴시스 \| \| \| \| |
|  |                                                                                             |
|  | 파키리노사우루스 라쿠스타이                                                                 |
|  |                                                                                             |
|  | 파키리노사우루스 카나덴시스                                                                 |
|  |                                                                                             |

|  | 파키리노사우루스 라쿠스타이 |
|  |                             |
|  | 파키리노사우루스 카나덴시스 |
|  |                             |

|  | 아켈로우사우루스 호르네리                                                                   |
|  |                                                                                             |
|  | \| \| 파키리노사우루스 라쿠스타이 \| \| \| \| \| \| 파키리노사우루스 카나덴시스 \| \| \| \| |
|  |                                                                                             |
|  | 파키리노사우루스 라쿠스타이                                                                 |
|  |                                                                                             |
|  | 파키리노사우루스 카나덴시스                                                                 |
|  |                                                                                             |

|  | 파키리노사우루스 라쿠스타이 |
|  |                             |
|  | 파키리노사우루스 카나덴시스 |
|  |                             |

|  | 아켈로우사우루스 호르네리                                                                   |
|  |                                                                                             |
|  | \| \| 파키리노사우루스 라쿠스타이 \| \| \| \| \| \| 파키리노사우루스 카나덴시스 \| \| \| \| |
|  |                                                                                             |
|  | 파키리노사우루스 라쿠스타이                                                                 |
|  |                                                                                             |
|  | 파키리노사우루스 카나덴시스                                                                 |
|  |                                                                                             |

|  | 파키리노사우루스 라쿠스타이 |
|  |                             |
|  | 파키리노사우루스 카나덴시스 |
|  |                             |

|  | 아켈로우사우루스 호르네리                                                                   |
|  |                                                                                             |
|  | \| \| 파키리노사우루스 라쿠스타이 \| \| \| \| \| \| 파키리노사우루스 카나덴시스 \| \| \| \| |
|  |                                                                                             |
|  | 파키리노사우루스 라쿠스타이                                                                 |
|  |                                                                                             |
|  | 파키리노사우루스 카나덴시스                                                                 |
|  |                                                                                             |

|  | 파키리노사우루스 라쿠스타이 |
|  |                             |
|  | 파키리노사우루스 카나덴시스 |
|  |                             |

|  | 아켈로우사우루스 호르네리                                                                   |
|  |                                                                                             |
|  | \| \| 파키리노사우루스 라쿠스타이 \| \| \| \| \| \| 파키리노사우루스 카나덴시스 \| \| \| \| |
|  |                                                                                             |
|  | 파키리노사우루스 라쿠스타이                                                                 |
|  |                                                                                             |
|  | 파키리노사우루스 카나덴시스                                                                 |
|  |                                                                                             |

|  | 파키리노사우루스 라쿠스타이 |
|  |                             |
|  | 파키리노사우루스 카나덴시스 |
|  |                             |

|  | 아켈로우사우루스 호르네리                                                                   |
|  |                                                                                             |
|  | \| \| 파키리노사우루스 라쿠스타이 \| \| \| \| \| \| 파키리노사우루스 카나덴시스 \| \| \| \| |
|  |                                                                                             |
|  | 파키리노사우루스 라쿠스타이                                                                 |
|  |                                                                                             |
|  | 파키리노사우루스 카나덴시스                                                                 |
|  |                                                                                             |

|  | 파키리노사우루스 라쿠스타이 |
|  |                             |
|  | 파키리노사우루스 카나덴시스 |
|  |                             |

|  | 카스모사우루스 벨리         |
|  |                             |
|  | 펜타케라톱스 스테른베르기이 |
|  |                             |

|  | 명명되지 않은 켄트로사우루스아과 표본 |
|  |                                       |
|  | 켄트로사우루스 브린크마니             |
|  |                                       |
|  | 켄트로사우루스 아페르투스             |
|  |                                       |
|  | 스티라코사우루스 알베르텐시스         |
|  |                                       |

|  | 아켈로우사우루스 호르네리                                                                   |
|  |                                                                                             |
|  | \| \| 파키리노사우루스 라쿠스타이 \| \| \| \| \| \| 파키리노사우루스 카나덴시스 \| \| \| \| |
|  |                                                                                             |
|  | 파키리노사우루스 라쿠스타이                                                                 |
|  |                                                                                             |
|  | 파키리노사우루스 카나덴시스                                                                 |
|  |                                                                                             |

|  | 파키리노사우루스 라쿠스타이 |
|  |                             |
|  | 파키리노사우루스 카나덴시스 |
|  |                             |

|  | 아켈로우사우루스 호르네리                                                                   |
|  |                                                                                             |
|  | \| \| 파키리노사우루스 라쿠스타이 \| \| \| \| \| \| 파키리노사우루스 카나덴시스 \| \| \| \| |
|  |                                                                                             |
|  | 파키리노사우루스 라쿠스타이                                                                 |
|  |                                                                                             |
|  | 파키리노사우루스 카나덴시스                                                                 |
|  |                                                                                             |

|  | 파키리노사우루스 라쿠스타이 |
|  |                             |
|  | 파키리노사우루스 카나덴시스 |
|  |                             |

|  | 아켈로우사우루스 호르네리                                                                   |
|  |                                                                                             |
|  | \| \| 파키리노사우루스 라쿠스타이 \| \| \| \| \| \| 파키리노사우루스 카나덴시스 \| \| \| \| |
|  |                                                                                             |
|  | 파키리노사우루스 라쿠스타이                                                                 |
|  |                                                                                             |
|  | 파키리노사우루스 카나덴시스                                                                 |
|  |                                                                                             |

|  | 파키리노사우루스 라쿠스타이 |
|  |                             |
|  | 파키리노사우루스 카나덴시스 |
|  |                             |

|  | 아켈로우사우루스 호르네리                                                                   |
|  |                                                                                             |
|  | \| \| 파키리노사우루스 라쿠스타이 \| \| \| \| \| \| 파키리노사우루스 카나덴시스 \| \| \| \| |
|  |                                                                                             |
|  | 파키리노사우루스 라쿠스타이                                                                 |
|  |                                                                                             |
|  | 파키리노사우루스 카나덴시스                                                                 |
|  |                                                                                             |

|  | 파키리노사우루스 라쿠스타이 |
|  |                             |
|  | 파키리노사우루스 카나덴시스 |
|  |                             |

|  | 아켈로우사우루스 호르네리                                                                   |
|  |                                                                                             |
|  | \| \| 파키리노사우루스 라쿠스타이 \| \| \| \| \| \| 파키리노사우루스 카나덴시스 \| \| \| \| |
|  |                                                                                             |
|  | 파키리노사우루스 라쿠스타이                                                                 |
|  |                                                                                             |
|  | 파키리노사우루스 카나덴시스                                                                 |
|  |                                                                                             |

|  | 파키리노사우루스 라쿠스타이 |
|  |                             |
|  | 파키리노사우루스 카나덴시스 |
|  |                             |

|  | 아켈로우사우루스 호르네리                                                                   |
|  |                                                                                             |
|  | \| \| 파키리노사우루스 라쿠스타이 \| \| \| \| \| \| 파키리노사우루스 카나덴시스 \| \| \| \| |
|  |                                                                                             |
|  | 파키리노사우루스 라쿠스타이                                                                 |
|  |                                                                                             |
|  | 파키리노사우루스 카나덴시스                                                                 |
|  |                                                                                             |

|  | 파키리노사우루스 라쿠스타이 |
|  |                             |
|  | 파키리노사우루스 카나덴시스 |
|  |                             |

|  | 아켈로우사우루스 호르네리                                                                   |
|  |                                                                                             |
|  | \| \| 파키리노사우루스 라쿠스타이 \| \| \| \| \| \| 파키리노사우루스 카나덴시스 \| \| \| \| |
|  |                                                                                             |
|  | 파키리노사우루스 라쿠스타이                                                                 |
|  |                                                                                             |
|  | 파키리노사우루스 카나덴시스                                                                 |
|  |                                                                                             |

|  | 파키리노사우루스 라쿠스타이 |
|  |                             |
|  | 파키리노사우루스 카나덴시스 |
|  |                             |

|  | 아켈로우사우루스 호르네리                                                                   |
|  |                                                                                             |
|  | \| \| 파키리노사우루스 라쿠스타이 \| \| \| \| \| \| 파키리노사우루스 카나덴시스 \| \| \| \| |
|  |                                                                                             |
|  | 파키리노사우루스 라쿠스타이                                                                 |
|  |                                                                                             |
|  | 파키리노사우루스 카나덴시스                                                                 |
|  |                                                                                             |

|  | 파키리노사우루스 라쿠스타이 |
|  |                             |
|  | 파키리노사우루스 카나덴시스 |
|  |                             |

|  | 명명되지 않은 켄트로사우루스아과 표본 |
|  |                                       |
|  | 켄트로사우루스 브린크마니             |
|  |                                       |
|  | 켄트로사우루스 아페르투스             |
|  |                                       |
|  | 스티라코사우루스 알베르텐시스         |
|  |                                       |

|  | 아켈로우사우루스 호르네리                                                                   |
|  |                                                                                             |
|  | \| \| 파키리노사우루스 라쿠스타이 \| \| \| \| \| \| 파키리노사우루스 카나덴시스 \| \| \| \| |
|  |                                                                                             |
|  | 파키리노사우루스 라쿠스타이                                                                 |
|  |                                                                                             |
|  | 파키리노사우루스 카나덴시스                                                                 |
|  |                                                                                             |

|  | 파키리노사우루스 라쿠스타이 |
|  |                             |
|  | 파키리노사우루스 카나덴시스 |
|  |                             |

|  | 아켈로우사우루스 호르네리                                                                   |
|  |                                                                                             |
|  | \| \| 파키리노사우루스 라쿠스타이 \| \| \| \| \| \| 파키리노사우루스 카나덴시스 \| \| \| \| |
|  |                                                                                             |
|  | 파키리노사우루스 라쿠스타이                                                                 |
|  |                                                                                             |
|  | 파키리노사우루스 카나덴시스                                                                 |
|  |                                                                                             |

|  | 파키리노사우루스 라쿠스타이 |
|  |                             |
|  | 파키리노사우루스 카나덴시스 |
|  |                             |

|  | 아켈로우사우루스 호르네리                                                                   |
|  |                                                                                             |
|  | \| \| 파키리노사우루스 라쿠스타이 \| \| \| \| \| \| 파키리노사우루스 카나덴시스 \| \| \| \| |
|  |                                                                                             |
|  | 파키리노사우루스 라쿠스타이                                                                 |
|  |                                                                                             |
|  | 파키리노사우루스 카나덴시스                                                                 |
|  |                                                                                             |

|  | 파키리노사우루스 라쿠스타이 |
|  |                             |
|  | 파키리노사우루스 카나덴시스 |
|  |                             |

|  | 아켈로우사우루스 호르네리                                                                   |
|  |                                                                                             |
|  | \| \| 파키리노사우루스 라쿠스타이 \| \| \| \| \| \| 파키리노사우루스 카나덴시스 \| \| \| \| |
|  |                                                                                             |
|  | 파키리노사우루스 라쿠스타이                                                                 |
|  |                                                                                             |
|  | 파키리노사우루스 카나덴시스                                                                 |
|  |                                                                                             |

|  | 파키리노사우루스 라쿠스타이 |
|  |                             |
|  | 파키리노사우루스 카나덴시스 |
|  |                             |

|  | 아켈로우사우루스 호르네리                                                                   |
|  |                                                                                             |
|  | \| \| 파키리노사우루스 라쿠스타이 \| \| \| \| \| \| 파키리노사우루스 카나덴시스 \| \| \| \| |
|  |                                                                                             |
|  | 파키리노사우루스 라쿠스타이                                                                 |
|  |                                                                                             |
|  | 파키리노사우루스 카나덴시스                                                                 |
|  |                                                                                             |

|  | 파키리노사우루스 라쿠스타이 |
|  |                             |
|  | 파키리노사우루스 카나덴시스 |
|  |                             |

|  | 아켈로우사우루스 호르네리                                                                   |
|  |                                                                                             |
|  | \| \| 파키리노사우루스 라쿠스타이 \| \| \| \| \| \| 파키리노사우루스 카나덴시스 \| \| \| \| |
|  |                                                                                             |
|  | 파키리노사우루스 라쿠스타이                                                                 |
|  |                                                                                             |
|  | 파키리노사우루스 카나덴시스                                                                 |
|  |                                                                                             |

|  | 파키리노사우루스 라쿠스타이 |
|  |                             |
|  | 파키리노사우루스 카나덴시스 |
|  |                             |

|  | 아켈로우사우루스 호르네리                                                                   |
|  |                                                                                             |
|  | \| \| 파키리노사우루스 라쿠스타이 \| \| \| \| \| \| 파키리노사우루스 카나덴시스 \| \| \| \| |
|  |                                                                                             |
|  | 파키리노사우루스 라쿠스타이                                                                 |
|  |                                                                                             |
|  | 파키리노사우루스 카나덴시스                                                                 |
|  |                                                                                             |

|  | 파키리노사우루스 라쿠스타이 |
|  |                             |
|  | 파키리노사우루스 카나덴시스 |
|  |                             |

|  | 아켈로우사우루스 호르네리                                                                   |
|  |                                                                                             |
|  | \| \| 파키리노사우루스 라쿠스타이 \| \| \| \| \| \| 파키리노사우루스 카나덴시스 \| \| \| \| |
|  |                                                                                             |
|  | 파키리노사우루스 라쿠스타이                                                                 |
|  |                                                                                             |
|  | 파키리노사우루스 카나덴시스                                                                 |
|  |                                                                                             |

|  | 파키리노사우루스 라쿠스타이 |
|  |                             |
|  | 파키리노사우루스 카나덴시스 |
|  |                             |

|  | 명명되지 않은 켄트로사우루스아과 표본 |
|  |                                       |
|  | 켄트로사우루스 브린크마니             |
|  |                                       |
|  | 켄트로사우루스 아페르투스             |
|  |                                       |
|  | 스티라코사우루스 알베르텐시스         |
|  |                                       |

|  | 아켈로우사우루스 호르네리                                                                   |
|  |                                                                                             |
|  | \| \| 파키리노사우루스 라쿠스타이 \| \| \| \| \| \| 파키리노사우루스 카나덴시스 \| \| \| \| |
|  |                                                                                             |
|  | 파키리노사우루스 라쿠스타이                                                                 |
|  |                                                                                             |
|  | 파키리노사우루스 카나덴시스                                                                 |
|  |                                                                                             |

|  | 파키리노사우루스 라쿠스타이 |
|  |                             |
|  | 파키리노사우루스 카나덴시스 |
|  |                             |

|  | 아켈로우사우루스 호르네리                                                                   |
|  |                                                                                             |
|  | \| \| 파키리노사우루스 라쿠스타이 \| \| \| \| \| \| 파키리노사우루스 카나덴시스 \| \| \| \| |
|  |                                                                                             |
|  | 파키리노사우루스 라쿠스타이                                                                 |
|  |                                                                                             |
|  | 파키리노사우루스 카나덴시스                                                                 |
|  |                                                                                             |

|  | 파키리노사우루스 라쿠스타이 |
|  |                             |
|  | 파키리노사우루스 카나덴시스 |
|  |                             |

|  | 아켈로우사우루스 호르네리                                                                   |
|  |                                                                                             |
|  | \| \| 파키리노사우루스 라쿠스타이 \| \| \| \| \| \| 파키리노사우루스 카나덴시스 \| \| \| \| |
|  |                                                                                             |
|  | 파키리노사우루스 라쿠스타이                                                                 |
|  |                                                                                             |
|  | 파키리노사우루스 카나덴시스                                                                 |
|  |                                                                                             |

|  | 파키리노사우루스 라쿠스타이 |
|  |                             |
|  | 파키리노사우루스 카나덴시스 |
|  |                             |

|  | 아켈로우사우루스 호르네리                                                                   |
|  |                                                                                             |
|  | \| \| 파키리노사우루스 라쿠스타이 \| \| \| \| \| \| 파키리노사우루스 카나덴시스 \| \| \| \| |
|  |                                                                                             |
|  | 파키리노사우루스 라쿠스타이                                                                 |
|  |                                                                                             |
|  | 파키리노사우루스 카나덴시스                                                                 |
|  |                                                                                             |

|  | 파키리노사우루스 라쿠스타이 |
|  |                             |
|  | 파키리노사우루스 카나덴시스 |
|  |                             |

|  | 아켈로우사우루스 호르네리                                                                   |
|  |                                                                                             |
|  | \| \| 파키리노사우루스 라쿠스타이 \| \| \| \| \| \| 파키리노사우루스 카나덴시스 \| \| \| \| |
|  |                                                                                             |
|  | 파키리노사우루스 라쿠스타이                                                                 |
|  |                                                                                             |
|  | 파키리노사우루스 카나덴시스                                                                 |
|  |                                                                                             |

|  | 파키리노사우루스 라쿠스타이 |
|  |                             |
|  | 파키리노사우루스 카나덴시스 |
|  |                             |

|  | 아켈로우사우루스 호르네리                                                                   |
|  |                                                                                             |
|  | \| \| 파키리노사우루스 라쿠스타이 \| \| \| \| \| \| 파키리노사우루스 카나덴시스 \| \| \| \| |
|  |                                                                                             |
|  | 파키리노사우루스 라쿠스타이                                                                 |
|  |                                                                                             |
|  | 파키리노사우루스 카나덴시스                                                                 |
|  |                                                                                             |

|  | 파키리노사우루스 라쿠스타이 |
|  |                             |
|  | 파키리노사우루스 카나덴시스 |
|  |                             |

|  | 아켈로우사우루스 호르네리                                                                   |
|  |                                                                                             |
|  | \| \| 파키리노사우루스 라쿠스타이 \| \| \| \| \| \| 파키리노사우루스 카나덴시스 \| \| \| \| |
|  |                                                                                             |
|  | 파키리노사우루스 라쿠스타이                                                                 |
|  |                                                                                             |
|  | 파키리노사우루스 카나덴시스                                                                 |
|  |                                                                                             |

|  | 파키리노사우루스 라쿠스타이 |
|  |                             |
|  | 파키리노사우루스 카나덴시스 |
|  |                             |

|  | 아켈로우사우루스 호르네리                                                                   |
|  |                                                                                             |
|  | \| \| 파키리노사우루스 라쿠스타이 \| \| \| \| \| \| 파키리노사우루스 카나덴시스 \| \| \| \| |
|  |                                                                                             |
|  | 파키리노사우루스 라쿠스타이                                                                 |
|  |                                                                                             |
|  | 파키리노사우루스 카나덴시스                                                                 |
|  |                                                                                             |

|  | 파키리노사우루스 라쿠스타이 |
|  |                             |
|  | 파키리노사우루스 카나덴시스 |
|  |                             |

|  | 명명되지 않은 켄트로사우루스아과 표본 |
|  |                                       |
|  | 켄트로사우루스 브린크마니             |
|  |                                       |
|  | 켄트로사우루스 아페르투스             |
|  |                                       |
|  | 스티라코사우루스 알베르텐시스         |
|  |                                       |

|  | 아켈로우사우루스 호르네리                                                                   |
|  |                                                                                             |
|  | \| \| 파키리노사우루스 라쿠스타이 \| \| \| \| \| \| 파키리노사우루스 카나덴시스 \| \| \| \| |
|  |                                                                                             |
|  | 파키리노사우루스 라쿠스타이                                                                 |
|  |                                                                                             |
|  | 파키리노사우루스 카나덴시스                                                                 |
|  |                                                                                             |

|  | 파키리노사우루스 라쿠스타이 |
|  |                             |
|  | 파키리노사우루스 카나덴시스 |
|  |                             |

|  | 아켈로우사우루스 호르네리                                                                   |
|  |                                                                                             |
|  | \| \| 파키리노사우루스 라쿠스타이 \| \| \| \| \| \| 파키리노사우루스 카나덴시스 \| \| \| \| |
|  |                                                                                             |
|  | 파키리노사우루스 라쿠스타이                                                                 |
|  |                                                                                             |
|  | 파키리노사우루스 카나덴시스                                                                 |
|  |                                                                                             |

|  | 파키리노사우루스 라쿠스타이 |
|  |                             |
|  | 파키리노사우루스 카나덴시스 |
|  |                             |

|  | 아켈로우사우루스 호르네리                                                                   |
|  |                                                                                             |
|  | \| \| 파키리노사우루스 라쿠스타이 \| \| \| \| \| \| 파키리노사우루스 카나덴시스 \| \| \| \| |
|  |                                                                                             |
|  | 파키리노사우루스 라쿠스타이                                                                 |
|  |                                                                                             |
|  | 파키리노사우루스 카나덴시스                                                                 |
|  |                                                                                             |

|  | 파키리노사우루스 라쿠스타이 |
|  |                             |
|  | 파키리노사우루스 카나덴시스 |
|  |                             |

|  | 아켈로우사우루스 호르네리                                                                   |
|  |                                                                                             |
|  | \| \| 파키리노사우루스 라쿠스타이 \| \| \| \| \| \| 파키리노사우루스 카나덴시스 \| \| \| \| |
|  |                                                                                             |
|  | 파키리노사우루스 라쿠스타이                                                                 |
|  |                                                                                             |
|  | 파키리노사우루스 카나덴시스                                                                 |
|  |                                                                                             |

|  | 파키리노사우루스 라쿠스타이 |
|  |                             |
|  | 파키리노사우루스 카나덴시스 |
|  |                             |

|  | 아켈로우사우루스 호르네리                                                                   |
|  |                                                                                             |
|  | \| \| 파키리노사우루스 라쿠스타이 \| \| \| \| \| \| 파키리노사우루스 카나덴시스 \| \| \| \| |
|  |                                                                                             |
|  | 파키리노사우루스 라쿠스타이                                                                 |
|  |                                                                                             |
|  | 파키리노사우루스 카나덴시스                                                                 |
|  |                                                                                             |

|  | 파키리노사우루스 라쿠스타이 |
|  |                             |
|  | 파키리노사우루스 카나덴시스 |
|  |                             |

|  | 아켈로우사우루스 호르네리                                                                   |
|  |                                                                                             |
|  | \| \| 파키리노사우루스 라쿠스타이 \| \| \| \| \| \| 파키리노사우루스 카나덴시스 \| \| \| \| |
|  |                                                                                             |
|  | 파키리노사우루스 라쿠스타이                                                                 |
|  |                                                                                             |
|  | 파키리노사우루스 카나덴시스                                                                 |
|  |                                                                                             |

|  | 파키리노사우루스 라쿠스타이 |
|  |                             |
|  | 파키리노사우루스 카나덴시스 |
|  |                             |

|  | 아켈로우사우루스 호르네리                                                                   |
|  |                                                                                             |
|  | \| \| 파키리노사우루스 라쿠스타이 \| \| \| \| \| \| 파키리노사우루스 카나덴시스 \| \| \| \| |
|  |                                                                                             |
|  | 파키리노사우루스 라쿠스타이                                                                 |
|  |                                                                                             |
|  | 파키리노사우루스 카나덴시스                                                                 |
|  |                                                                                             |

|  | 파키리노사우루스 라쿠스타이 |
|  |                             |
|  | 파키리노사우루스 카나덴시스 |
|  |                             |

|  | 아켈로우사우루스 호르네리                                                                   |
|  |                                                                                             |
|  | \| \| 파키리노사우루스 라쿠스타이 \| \| \| \| \| \| 파키리노사우루스 카나덴시스 \| \| \| \| |
|  |                                                                                             |
|  | 파키리노사우루스 라쿠스타이                                                                 |
|  |                                                                                             |
|  | 파키리노사우루스 카나덴시스                                                                 |
|  |                                                                                             |

|  | 파키리노사우루스 라쿠스타이 |
|  |                             |
|  | 파키리노사우루스 카나덴시스 |
|  |                             |

|  | 명명되지 않은 켄트로사우루스아과 표본 |
|  |                                       |
|  | 켄트로사우루스 브린크마니             |
|  |                                       |
|  | 켄트로사우루스 아페르투스             |
|  |                                       |
|  | 스티라코사우루스 알베르텐시스         |
|  |                                       |

|  | 아켈로우사우루스 호르네리                                                                   |
|  |                                                                                             |
|  | \| \| 파키리노사우루스 라쿠스타이 \| \| \| \| \| \| 파키리노사우루스 카나덴시스 \| \| \| \| |
|  |                                                                                             |
|  | 파키리노사우루스 라쿠스타이                                                                 |
|  |                                                                                             |
|  | 파키리노사우루스 카나덴시스                                                                 |
|  |                                                                                             |

|  | 파키리노사우루스 라쿠스타이 |
|  |                             |
|  | 파키리노사우루스 카나덴시스 |
|  |                             |

|  | 아켈로우사우루스 호르네리                                                                   |
|  |                                                                                             |
|  | \| \| 파키리노사우루스 라쿠스타이 \| \| \| \| \| \| 파키리노사우루스 카나덴시스 \| \| \| \| |
|  |                                                                                             |
|  | 파키리노사우루스 라쿠스타이                                                                 |
|  |                                                                                             |
|  | 파키리노사우루스 카나덴시스                                                                 |
|  |                                                                                             |

|  | 파키리노사우루스 라쿠스타이 |
|  |                             |
|  | 파키리노사우루스 카나덴시스 |
|  |                             |

|  | 아켈로우사우루스 호르네리                                                                   |
|  |                                                                                             |
|  | \| \| 파키리노사우루스 라쿠스타이 \| \| \| \| \| \| 파키리노사우루스 카나덴시스 \| \| \| \| |
|  |                                                                                             |
|  | 파키리노사우루스 라쿠스타이                                                                 |
|  |                                                                                             |
|  | 파키리노사우루스 카나덴시스                                                                 |
|  |                                                                                             |

|  | 파키리노사우루스 라쿠스타이 |
|  |                             |
|  | 파키리노사우루스 카나덴시스 |
|  |                             |

|  | 아켈로우사우루스 호르네리                                                                   |
|  |                                                                                             |
|  | \| \| 파키리노사우루스 라쿠스타이 \| \| \| \| \| \| 파키리노사우루스 카나덴시스 \| \| \| \| |
|  |                                                                                             |
|  | 파키리노사우루스 라쿠스타이                                                                 |
|  |                                                                                             |
|  | 파키리노사우루스 카나덴시스                                                                 |
|  |                                                                                             |

|  | 파키리노사우루스 라쿠스타이 |
|  |                             |
|  | 파키리노사우루스 카나덴시스 |
|  |                             |

|  | 아켈로우사우루스 호르네리                                                                   |
|  |                                                                                             |
|  | \| \| 파키리노사우루스 라쿠스타이 \| \| \| \| \| \| 파키리노사우루스 카나덴시스 \| \| \| \| |
|  |                                                                                             |
|  | 파키리노사우루스 라쿠스타이                                                                 |
|  |                                                                                             |
|  | 파키리노사우루스 카나덴시스                                                                 |
|  |                                                                                             |

|  | 파키리노사우루스 라쿠스타이 |
|  |                             |
|  | 파키리노사우루스 카나덴시스 |
|  |                             |

|  | 아켈로우사우루스 호르네리                                                                   |
|  |                                                                                             |
|  | \| \| 파키리노사우루스 라쿠스타이 \| \| \| \| \| \| 파키리노사우루스 카나덴시스 \| \| \| \| |
|  |                                                                                             |
|  | 파키리노사우루스 라쿠스타이                                                                 |
|  |                                                                                             |
|  | 파키리노사우루스 카나덴시스                                                                 |
|  |                                                                                             |

|  | 파키리노사우루스 라쿠스타이 |
|  |                             |
|  | 파키리노사우루스 카나덴시스 |
|  |                             |

|  | 아켈로우사우루스 호르네리                                                                   |
|  |                                                                                             |
|  | \| \| 파키리노사우루스 라쿠스타이 \| \| \| \| \| \| 파키리노사우루스 카나덴시스 \| \| \| \| |
|  |                                                                                             |
|  | 파키리노사우루스 라쿠스타이                                                                 |
|  |                                                                                             |
|  | 파키리노사우루스 카나덴시스                                                                 |
|  |                                                                                             |

|  | 파키리노사우루스 라쿠스타이 |
|  |                             |
|  | 파키리노사우루스 카나덴시스 |
|  |                             |

|  | 아켈로우사우루스 호르네리                                                                   |
|  |                                                                                             |
|  | \| \| 파키리노사우루스 라쿠스타이 \| \| \| \| \| \| 파키리노사우루스 카나덴시스 \| \| \| \| |
|  |                                                                                             |
|  | 파키리노사우루스 라쿠스타이                                                                 |
|  |                                                                                             |
|  | 파키리노사우루스 카나덴시스                                                                 |
|  |                                                                                             |

|  | 파키리노사우루스 라쿠스타이 |
|  |                             |
|  | 파키리노사우루스 카나덴시스 |
|  |                             |

|  | 명명되지 않은 켄트로사우루스아과 표본 |
|  |                                       |
|  | 켄트로사우루스 브린크마니             |
|  |                                       |
|  | 켄트로사우루스 아페르투스             |
|  |                                       |
|  | 스티라코사우루스 알베르텐시스         |
|  |                                       |

|  | 아켈로우사우루스 호르네리                                                                   |
|  |                                                                                             |
|  | \| \| 파키리노사우루스 라쿠스타이 \| \| \| \| \| \| 파키리노사우루스 카나덴시스 \| \| \| \| |
|  |                                                                                             |
|  | 파키리노사우루스 라쿠스타이                                                                 |
|  |                                                                                             |
|  | 파키리노사우루스 카나덴시스                                                                 |
|  |                                                                                             |

|  | 파키리노사우루스 라쿠스타이 |
|  |                             |
|  | 파키리노사우루스 카나덴시스 |
|  |                             |

|  | 아켈로우사우루스 호르네리                                                                   |
|  |                                                                                             |
|  | \| \| 파키리노사우루스 라쿠스타이 \| \| \| \| \| \| 파키리노사우루스 카나덴시스 \| \| \| \| |
|  |                                                                                             |
|  | 파키리노사우루스 라쿠스타이                                                                 |
|  |                                                                                             |
|  | 파키리노사우루스 카나덴시스                                                                 |
|  |                                                                                             |

|  | 파키리노사우루스 라쿠스타이 |
|  |                             |
|  | 파키리노사우루스 카나덴시스 |
|  |                             |

|  | 아켈로우사우루스 호르네리                                                                   |
|  |                                                                                             |
|  | \| \| 파키리노사우루스 라쿠스타이 \| \| \| \| \| \| 파키리노사우루스 카나덴시스 \| \| \| \| |
|  |                                                                                             |
|  | 파키리노사우루스 라쿠스타이                                                                 |
|  |                                                                                             |
|  | 파키리노사우루스 카나덴시스                                                                 |
|  |                                                                                             |

|  | 파키리노사우루스 라쿠스타이 |
|  |                             |
|  | 파키리노사우루스 카나덴시스 |
|  |                             |

|  | 아켈로우사우루스 호르네리                                                                   |
|  |                                                                                             |
|  | \| \| 파키리노사우루스 라쿠스타이 \| \| \| \| \| \| 파키리노사우루스 카나덴시스 \| \| \| \| |
|  |                                                                                             |
|  | 파키리노사우루스 라쿠스타이                                                                 |
|  |                                                                                             |
|  | 파키리노사우루스 카나덴시스                                                                 |
|  |                                                                                             |

|  | 파키리노사우루스 라쿠스타이 |
|  |                             |
|  | 파키리노사우루스 카나덴시스 |
|  |                             |

|  | 아켈로우사우루스 호르네리                                                                   |
|  |                                                                                             |
|  | \| \| 파키리노사우루스 라쿠스타이 \| \| \| \| \| \| 파키리노사우루스 카나덴시스 \| \| \| \| |
|  |                                                                                             |
|  | 파키리노사우루스 라쿠스타이                                                                 |
|  |                                                                                             |
|  | 파키리노사우루스 카나덴시스                                                                 |
|  |                                                                                             |

|  | 파키리노사우루스 라쿠스타이 |
|  |                             |
|  | 파키리노사우루스 카나덴시스 |
|  |                             |

|  | 아켈로우사우루스 호르네리                                                                   |
|  |                                                                                             |
|  | \| \| 파키리노사우루스 라쿠스타이 \| \| \| \| \| \| 파키리노사우루스 카나덴시스 \| \| \| \| |
|  |                                                                                             |
|  | 파키리노사우루스 라쿠스타이                                                                 |
|  |                                                                                             |
|  | 파키리노사우루스 카나덴시스                                                                 |
|  |                                                                                             |

|  | 파키리노사우루스 라쿠스타이 |
|  |                             |
|  | 파키리노사우루스 카나덴시스 |
|  |                             |

|  | 아켈로우사우루스 호르네리                                                                   |
|  |                                                                                             |
|  | \| \| 파키리노사우루스 라쿠스타이 \| \| \| \| \| \| 파키리노사우루스 카나덴시스 \| \| \| \| |
|  |                                                                                             |
|  | 파키리노사우루스 라쿠스타이                                                                 |
|  |                                                                                             |
|  | 파키리노사우루스 카나덴시스                                                                 |
|  |                                                                                             |

|  | 파키리노사우루스 라쿠스타이 |
|  |                             |
|  | 파키리노사우루스 카나덴시스 |
|  |                             |

|  | 아켈로우사우루스 호르네리                                                                   |
|  |                                                                                             |
|  | \| \| 파키리노사우루스 라쿠스타이 \| \| \| \| \| \| 파키리노사우루스 카나덴시스 \| \| \| \| |
|  |                                                                                             |
|  | 파키리노사우루스 라쿠스타이                                                                 |
|  |                                                                                             |
|  | 파키리노사우루스 카나덴시스                                                                 |
|  |                                                                                             |

|  | 파키리노사우루스 라쿠스타이 |
|  |                             |
|  | 파키리노사우루스 카나덴시스 |
|  |                             |

|  | 명명되지 않은 켄트로사우루스아과 표본 |
|  |                                       |
|  | 켄트로사우루스 브린크마니             |
|  |                                       |
|  | 켄트로사우루스 아페르투스             |
|  |                                       |
|  | 스티라코사우루스 알베르텐시스         |
|  |                                       |

|  | 아켈로우사우루스 호르네리                                                                   |
|  |                                                                                             |
|  | \| \| 파키리노사우루스 라쿠스타이 \| \| \| \| \| \| 파키리노사우루스 카나덴시스 \| \| \| \| |
|  |                                                                                             |
|  | 파키리노사우루스 라쿠스타이                                                                 |
|  |                                                                                             |
|  | 파키리노사우루스 카나덴시스                                                                 |
|  |                                                                                             |

|  | 파키리노사우루스 라쿠스타이 |
|  |                             |
|  | 파키리노사우루스 카나덴시스 |
|  |                             |

|  | 아켈로우사우루스 호르네리                                                                   |
|  |                                                                                             |
|  | \| \| 파키리노사우루스 라쿠스타이 \| \| \| \| \| \| 파키리노사우루스 카나덴시스 \| \| \| \| |
|  |                                                                                             |
|  | 파키리노사우루스 라쿠스타이                                                                 |
|  |                                                                                             |
|  | 파키리노사우루스 카나덴시스                                                                 |
|  |                                                                                             |

|  | 파키리노사우루스 라쿠스타이 |
|  |                             |
|  | 파키리노사우루스 카나덴시스 |
|  |                             |

|  | 아켈로우사우루스 호르네리                                                                   |
|  |                                                                                             |
|  | \| \| 파키리노사우루스 라쿠스타이 \| \| \| \| \| \| 파키리노사우루스 카나덴시스 \| \| \| \| |
|  |                                                                                             |
|  | 파키리노사우루스 라쿠스타이                                                                 |
|  |                                                                                             |
|  | 파키리노사우루스 카나덴시스                                                                 |
|  |                                                                                             |

|  | 파키리노사우루스 라쿠스타이 |
|  |                             |
|  | 파키리노사우루스 카나덴시스 |
|  |                             |

|  | 아켈로우사우루스 호르네리                                                                   |
|  |                                                                                             |
|  | \| \| 파키리노사우루스 라쿠스타이 \| \| \| \| \| \| 파키리노사우루스 카나덴시스 \| \| \| \| |
|  |                                                                                             |
|  | 파키리노사우루스 라쿠스타이                                                                 |
|  |                                                                                             |
|  | 파키리노사우루스 카나덴시스                                                                 |
|  |                                                                                             |

|  | 파키리노사우루스 라쿠스타이 |
|  |                             |
|  | 파키리노사우루스 카나덴시스 |
|  |                             |

|  | 아켈로우사우루스 호르네리                                                                   |
|  |                                                                                             |
|  | \| \| 파키리노사우루스 라쿠스타이 \| \| \| \| \| \| 파키리노사우루스 카나덴시스 \| \| \| \| |
|  |                                                                                             |
|  | 파키리노사우루스 라쿠스타이                                                                 |
|  |                                                                                             |
|  | 파키리노사우루스 카나덴시스                                                                 |
|  |                                                                                             |

|  | 파키리노사우루스 라쿠스타이 |
|  |                             |
|  | 파키리노사우루스 카나덴시스 |
|  |                             |

|  | 아켈로우사우루스 호르네리                                                                   |
|  |                                                                                             |
|  | \| \| 파키리노사우루스 라쿠스타이 \| \| \| \| \| \| 파키리노사우루스 카나덴시스 \| \| \| \| |
|  |                                                                                             |
|  | 파키리노사우루스 라쿠스타이                                                                 |
|  |                                                                                             |
|  | 파키리노사우루스 카나덴시스                                                                 |
|  |                                                                                             |

|  | 파키리노사우루스 라쿠스타이 |
|  |                             |
|  | 파키리노사우루스 카나덴시스 |
|  |                             |

|  | 아켈로우사우루스 호르네리                                                                   |
|  |                                                                                             |
|  | \| \| 파키리노사우루스 라쿠스타이 \| \| \| \| \| \| 파키리노사우루스 카나덴시스 \| \| \| \| |
|  |                                                                                             |
|  | 파키리노사우루스 라쿠스타이                                                                 |
|  |                                                                                             |
|  | 파키리노사우루스 카나덴시스                                                                 |
|  |                                                                                             |

|  | 파키리노사우루스 라쿠스타이 |
|  |                             |
|  | 파키리노사우루스 카나덴시스 |
|  |                             |

|  | 아켈로우사우루스 호르네리                                                                   |
|  |                                                                                             |
|  | \| \| 파키리노사우루스 라쿠스타이 \| \| \| \| \| \| 파키리노사우루스 카나덴시스 \| \| \| \| |
|  |                                                                                             |
|  | 파키리노사우루스 라쿠스타이                                                                 |
|  |                                                                                             |
|  | 파키리노사우루스 카나덴시스                                                                 |
|  |                                                                                             |

|  | 파키리노사우루스 라쿠스타이 |
|  |                             |
|  | 파키리노사우루스 카나덴시스 |
|  |                             |

|  | 명명되지 않은 켄트로사우루스아과 표본 |
|  |                                       |
|  | 켄트로사우루스 브린크마니             |
|  |                                       |
|  | 켄트로사우루스 아페르투스             |
|  |                                       |
|  | 스티라코사우루스 알베르텐시스         |
|  |                                       |

|  | 아켈로우사우루스 호르네리                                                                   |
|  |                                                                                             |
|  | \| \| 파키리노사우루스 라쿠스타이 \| \| \| \| \| \| 파키리노사우루스 카나덴시스 \| \| \| \| |
|  |                                                                                             |
|  | 파키리노사우루스 라쿠스타이                                                                 |
|  |                                                                                             |
|  | 파키리노사우루스 카나덴시스                                                                 |
|  |                                                                                             |

|  | 파키리노사우루스 라쿠스타이 |
|  |                             |
|  | 파키리노사우루스 카나덴시스 |
|  |                             |

|  | 아켈로우사우루스 호르네리                                                                   |
|  |                                                                                             |
|  | \| \| 파키리노사우루스 라쿠스타이 \| \| \| \| \| \| 파키리노사우루스 카나덴시스 \| \| \| \| |
|  |                                                                                             |
|  | 파키리노사우루스 라쿠스타이                                                                 |
|  |                                                                                             |
|  | 파키리노사우루스 카나덴시스                                                                 |
|  |                                                                                             |

|  | 파키리노사우루스 라쿠스타이 |
|  |                             |
|  | 파키리노사우루스 카나덴시스 |
|  |                             |

|  | 아켈로우사우루스 호르네리                                                                   |
|  |                                                                                             |
|  | \| \| 파키리노사우루스 라쿠스타이 \| \| \| \| \| \| 파키리노사우루스 카나덴시스 \| \| \| \| |
|  |                                                                                             |
|  | 파키리노사우루스 라쿠스타이                                                                 |
|  |                                                                                             |
|  | 파키리노사우루스 카나덴시스                                                                 |
|  |                                                                                             |

|  | 파키리노사우루스 라쿠스타이 |
|  |                             |
|  | 파키리노사우루스 카나덴시스 |
|  |                             |

|  | 아켈로우사우루스 호르네리                                                                   |
|  |                                                                                             |
|  | \| \| 파키리노사우루스 라쿠스타이 \| \| \| \| \| \| 파키리노사우루스 카나덴시스 \| \| \| \| |
|  |                                                                                             |
|  | 파키리노사우루스 라쿠스타이                                                                 |
|  |                                                                                             |
|  | 파키리노사우루스 카나덴시스                                                                 |
|  |                                                                                             |

|  | 파키리노사우루스 라쿠스타이 |
|  |                             |
|  | 파키리노사우루스 카나덴시스 |
|  |                             |

|  | 아켈로우사우루스 호르네리                                                                   |
|  |                                                                                             |
|  | \| \| 파키리노사우루스 라쿠스타이 \| \| \| \| \| \| 파키리노사우루스 카나덴시스 \| \| \| \| |
|  |                                                                                             |
|  | 파키리노사우루스 라쿠스타이                                                                 |
|  |                                                                                             |
|  | 파키리노사우루스 카나덴시스                                                                 |
|  |                                                                                             |

|  | 파키리노사우루스 라쿠스타이 |
|  |                             |
|  | 파키리노사우루스 카나덴시스 |
|  |                             |

|  | 아켈로우사우루스 호르네리                                                                   |
|  |                                                                                             |
|  | \| \| 파키리노사우루스 라쿠스타이 \| \| \| \| \| \| 파키리노사우루스 카나덴시스 \| \| \| \| |
|  |                                                                                             |
|  | 파키리노사우루스 라쿠스타이                                                                 |
|  |                                                                                             |
|  | 파키리노사우루스 카나덴시스                                                                 |
|  |                                                                                             |

|  | 파키리노사우루스 라쿠스타이 |
|  |                             |
|  | 파키리노사우루스 카나덴시스 |
|  |                             |

|  | 아켈로우사우루스 호르네리                                                                   |
|  |                                                                                             |
|  | \| \| 파키리노사우루스 라쿠스타이 \| \| \| \| \| \| 파키리노사우루스 카나덴시스 \| \| \| \| |
|  |                                                                                             |
|  | 파키리노사우루스 라쿠스타이                                                                 |
|  |                                                                                             |
|  | 파키리노사우루스 카나덴시스                                                                 |
|  |                                                                                             |

|  | 파키리노사우루스 라쿠스타이 |
|  |                             |
|  | 파키리노사우루스 카나덴시스 |
|  |                             |

|  | 아켈로우사우루스 호르네리                                                                   |
|  |                                                                                             |
|  | \| \| 파키리노사우루스 라쿠스타이 \| \| \| \| \| \| 파키리노사우루스 카나덴시스 \| \| \| \| |
|  |                                                                                             |
|  | 파키리노사우루스 라쿠스타이                                                                 |
|  |                                                                                             |
|  | 파키리노사우루스 카나덴시스                                                                 |
|  |                                                                                             |

|  | 파키리노사우루스 라쿠스타이 |
|  |                             |
|  | 파키리노사우루스 카나덴시스 |
|  |                             |

### 기원과 진화
스티라코사우루스의 진화적 기원은 초기 각룡류의 화석이 드물었기 때문에 오랫동안 잘 이해되지 않고 있었다. 1922년 프로토케라톱스의 발견으로 초기 케라톱스과 공룡들의 관계에 대해 실마리를 던져주었지만, 빈 칸을 채우기 위한 추가발견이 이루어지기까지는 수십 년이 필요했다. 눈 위의 뿔을 가진 가장 이른 시기의 각룡인 주니케라톱스와 최초의 쥐라기 각룡인 인롱을 포함하여 1990년대말과 2000년대에 새롭게 이루어진 발견들로 스티라코사우루스의 조상이 어떻게 생겼는지에 대해 추론을 할 수 있게 되었다. 이들 새로운 발견은 각룡의 기원 전반에 대해 중요한 시사점을 던져주었고, 각룡이 쥐라기에 아시아에서 기원했으며 진짜로 뿔을 가진 각룡류는 백악기 후기에 북아메리카에서 처음 나타났다는 것을 알 수 있게 되었다.
스티라코사우루스 알베르텐시스가 켄트로사우루스 (각룡) (C. apertus 나 C. nasicornis)의 직계후손이며 다시 조금 후에 나타난 루베오사우루스 오바투스로 진화했으리라고 추측하는 연구자들이 있다. 루베오사우루스에서 에이니오사우루스로, 다시 아켈로우사우루스와 파키리노사우루스로 이어지며 뿔의 배열에 조금씩 변화가 있는 것을 추적할 수 있다. 하지만 이런 계통이 단순한 직선적 변화는 아닌 것으로 보인다. 스티라코사우루스 알베르텐시스와 같은 시대 같은 장소에서 파키리노사우루스와 비슷하게 생긴 종이 보고되기 때문이다.

## 발견과 종
최초의 스티라코사우루스 화석은 찰스 M. 스턴버그가 캐나다의 앨버타 주, 지금은 공룡공원 (Dinosaur Provincial Park) 이 된 지역 내의 공룡공원 층이라고 불리는 지층에서 발견했고 이것을 로렌스 램이 1913년에 명명했다. 이 발견지를 1935년 왕립 온타리오 박물관 (Royal Ontario Museum)의 직원이 방문하여 빠져 있는 나래턱과 대부분의 골격을 발견했다. 이 화석으로 S. albertensis 가 몸길이 약 5.5에서 5.8m 정도, 엉덩이 부분의 높이 1.65 m 라는 것을 알게 되었다. 최초의 발견된 두개골의 특이한 점은 왼쪽 프릴의 가장 작은 돌기가 다음 돌기의 밑둥과 부분적으로 겹쳐있다는 점이다. 살아 있을 때 프릴의 이 부분이 깨져서 약 6 cm 정도 짧아졌던 것으로 보인다. 오른쪽 프릴이 발견되지 않았기 때문에 이 부위의 일반적인 모양은 알려지 있지 않다.

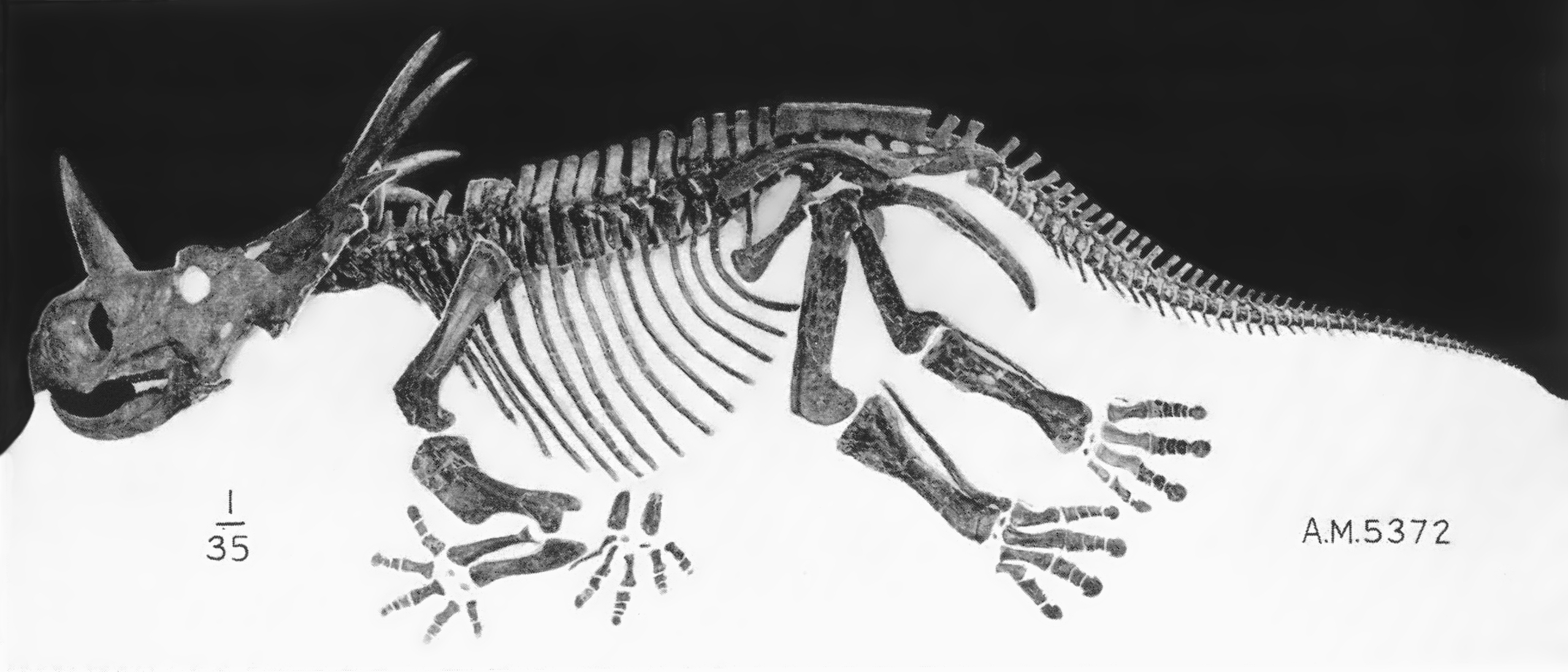
스티라코사우루스 "파르크시"(Styracosaurus "parksi")의 골격. AM 5372

뉴욕의 미국 자연사박물관에 근무하던 바넘 브라운과 동료들은 1915년에 두개골 일부와 연결된 거의 완전한 골격을 발굴했다. 이 화석 역시 앨버타 주 스티브빌 부근의 공룡공원 층에서 발견되었다. 브라운과 에리히 마렌 슐라이커는 이것을 이전에 발견된 화석과 비교하고 두 표본이 가까운 지역의 동일한 층에서 발견되었지만 새 표본이 완모식표본과는 충분히 다르다고 보고 윌리엄 파크스의 이름을 따라 스티라코사우루스 파르크시(Styracosaurus parksi)라는 신종으로 보고하였다. 브라운과 슐라이커가 언급한 차이점으로는 광대뼈가 S. albertensis 와 상당히 다르며 미추가 더 작다는 것이 있다. 또 S. parksi 의 턱이 더 강건하게 생겼고 하악골이 짧으며 모식종과는 프릴의 모양도 다르다. 하지만 두개골의 상당부분이 석고로 복원되어 있으며 1937년의 논문은 실제 두개골의 뼈를 기술하고 있지 않다. 이 표본은 현재 S. albertensis 로 간주된다.
2006년 여름, 캐나다 앨버타 주 드럼헬러에 위치한 왕립 온타리오 고생물학 박물관 (Royal Tyrrell Museum of Palaeontology)의 대런 탄케가 오랫동안 잊혀졌던 S. parksi 의 발견지를 다시 찾아냈다. 1915년에 버려졌던 두개골 조각들이 함께 발견되었다. 이 조각들 역시 수집되었고 더 많은 표본이 발견되면 두개골을 다시 기재하고 S. albertensis 와 S. parksi 가 동일한 종인지 검증할 수 있으리라는 기대감이 높아졌다. 티렐 박물관은 또 스티라코사우루스 두개골을 몇 조각 발견했다. 공룡공원의 42번 뼈층 (bonebed 42) 역시 조사가 이루어졌다고 한다. 스티라코사우루스 뼈층일 가능성이 제기된 다른 뼈층들에는 여러 동물의 화석이 섞여 있으며 어떤 종류인지 특정할 수 없는 각룡류 화석 조각들이 있다. 42번 뼈층에는 뿔심, 턱뼈, 그리고 프릴 조각등을 위시한 수많은 두개골 조각들이 있는 것으로 알려져 있다.
세번째 종인 S. ovatus는 몬태나 주의 투메디신층에서 발견된 것으로 찰스 W. 길모어이 1930년에 보고하였다. 표본 중 가장 상태가 좋은 것이 프릴을 구성하는 마루뼈의 일부 뿐이지만 중심선에 가까이 있는 한 쌍의 돌기들이 바깥쪽으로 벌어져 있는 것이 아니라 S. albertensis처럼 중심선 쪽으로 굽어 있다는 것이 특이한 점이다. 프릴의 양쪽에 두 쌍의 돌기만이 있었을 수 있다. 돌기들은 또 S. albertensis 보다 훨씬 짧아서 가장 긴 것이 295 mm 에 불과하다. 2010년에 라이언, 홈즈, 그리고 러셀이 스티라코사우루스들의 두개골을 조사한 결과 이것이 별개의 종이라고 밝혔으며, 2010년 맥도널드와 호너는 아예 독립된 속인 루베오사우루스로 분류했다.
그 외에도 몇몇 종이 스티라코사우루스로 분류되었으나 지금은 다른 속으로 분류된다. S. sphenocerus는 에드워드 드링커 코프가 1890년에 코뼈와 스티라코사우루스의 것처럼 똑바로 뻗어 있는 코뿔을 가지고 모노클로니우스의 한 종으로 분류했다가 1915년에 스티라코사우루스로 재분류되었다. S. makeli는 비공식적으로 아마주처 고생물학자 스티븐 체르카스와 실비아체르카스가 1990년에 한 일러스트의 설명에서 언급되었는데 에이니오사우루스의 초기 이름이었다. "S. borealis"는 S. parksi 가 정식으로 기재되기 전에 불리던 비공식적 이름이었다.

## 고생물학

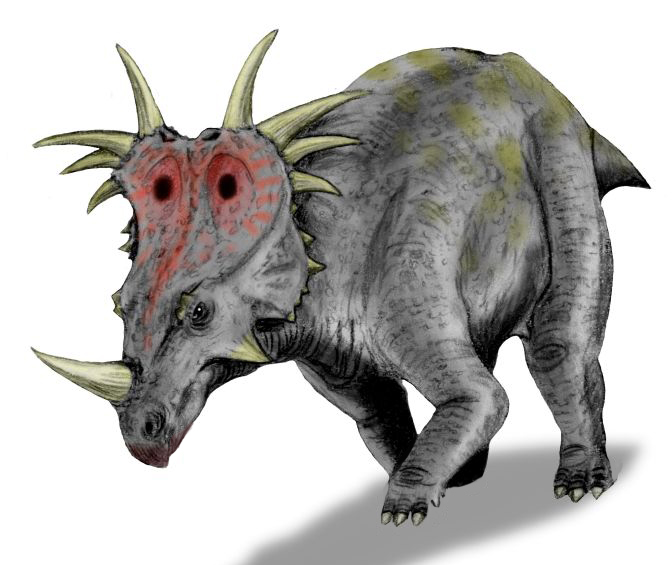
복원도

스티라코사우루스와 기타 뿔 달린 공룡들은 대중문화에서 무리를 짓는 동물로 묘사되곤 한다. 앨버타 주의 공룡공원 층 중간쯤에서는 스티라코사우루스 화석으로 구성된 뼈층이 발견되었다. 이 뼈층은 여러 종류의 하천 퇴적환경으로 해석된다. 이런 대량 사망 사건은 계절이 뚜렷하고 반건조 기후인 환경이었다는 증거가 있다면 무리를 짓지 않는 동물이라도 가뭄 때 물구덩이에 몰려들었던 결과일 수 있다. 스티라코사우루스는 지층 내에서 그와 가까운 관계인 켄트로사우루스보다 높은 위치에서 알려져 있기 때문에 시간이 지남에 따라 환경이 바뀌면서 스티라코사우루스가 켄트로사우루스의 뒤를 이었다고 볼 수도 있다.
고생물학자 그레고리 폴과 덴마크 코펜하겐 대학 동물학 박물관의 페르 크리스티안슨은 스티라코사우루스처럼 큰 각룡류가 코끼리보다 빨리 달릴 수 있다고 주장했다. 각룡류의 것으로 보이는 보행렬을 관찰하면 앞다리를 옆으로 펼친 자세를 했던 것 같지 않다는 점에 기반하고 있다.

### 치열과 식성

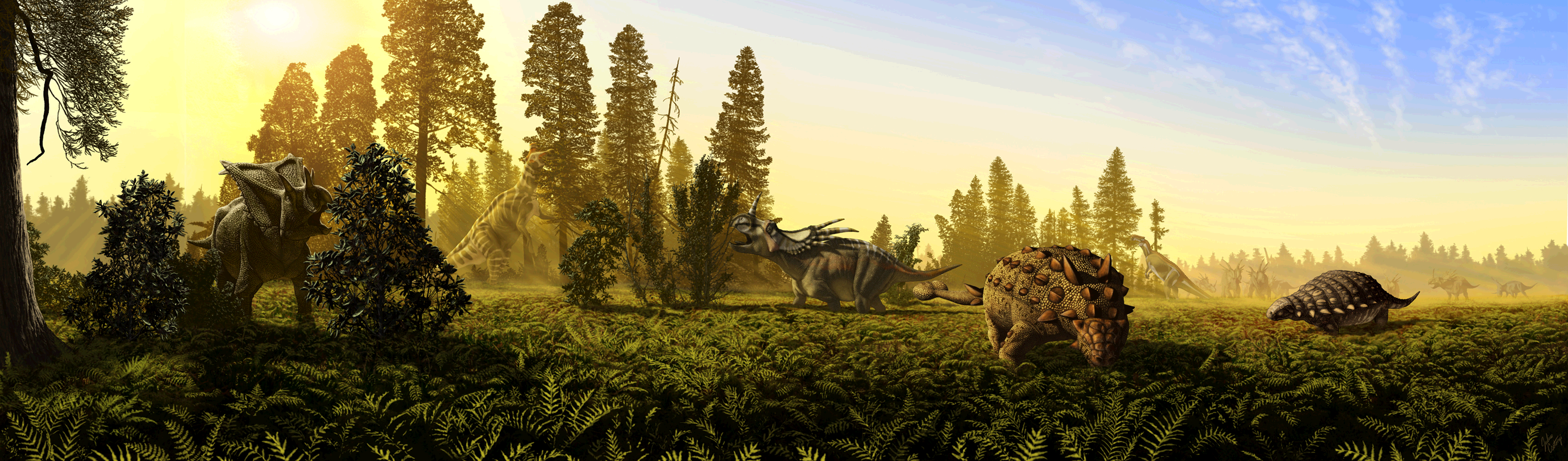
공룡공원 층의 대형 초식동물들 모습. 왼쪽에서 세번째, 그리고 배경의 무리가 스티라코사우루스다.

스티라코사우루스는 초식성 공룡으로 머리의 위치를 보면 아마도 낮게 자라는 식물들을 먹었을 것이다. 하지만 뿔과 부리, 그리고 몸집을 이용해 큰 식물을 넘어뜨렸을 수도 있었을 것이다. 턱에는 깊고 좁은 부리가 있어 무는 것보다는 잡아 뽑는 것에 더 유용했을 것이다.
스티라코사우루스를 포함하여 케라톱스과의 이빨은 치열(batteries)라고 불리는 형태로 배열되어 있다. 위쪽에 위치한 오래된 이빨이 밑에서 올라오는 이빨로 계속해서 바뀐다. 하드로사우루스과 공룡들 역시 치열을 가지고 있었으나 그와는 다르게 케라톱스과 공룡의 이빨은 먹을 것을 자를 수는 있었지만 잘게 가는 형태로 씹는 것은 불가능했다. 어떤 과학자들은 스티라코사우루스 같은 케라톱스과 공룡들이 야자나 소철류를 먹었을 것이라고 주장하고, 다른 학자들은 이들 공룡이 양치류를 먹었으리라고 본다. 도드슨은 백악기 후기의 각룡류들이 속씨식물인 나무를 쓰렇드리고 잎과 잔가지들을 잘라 먹었을 것이라고 주장했다.

### 뿔과 프릴

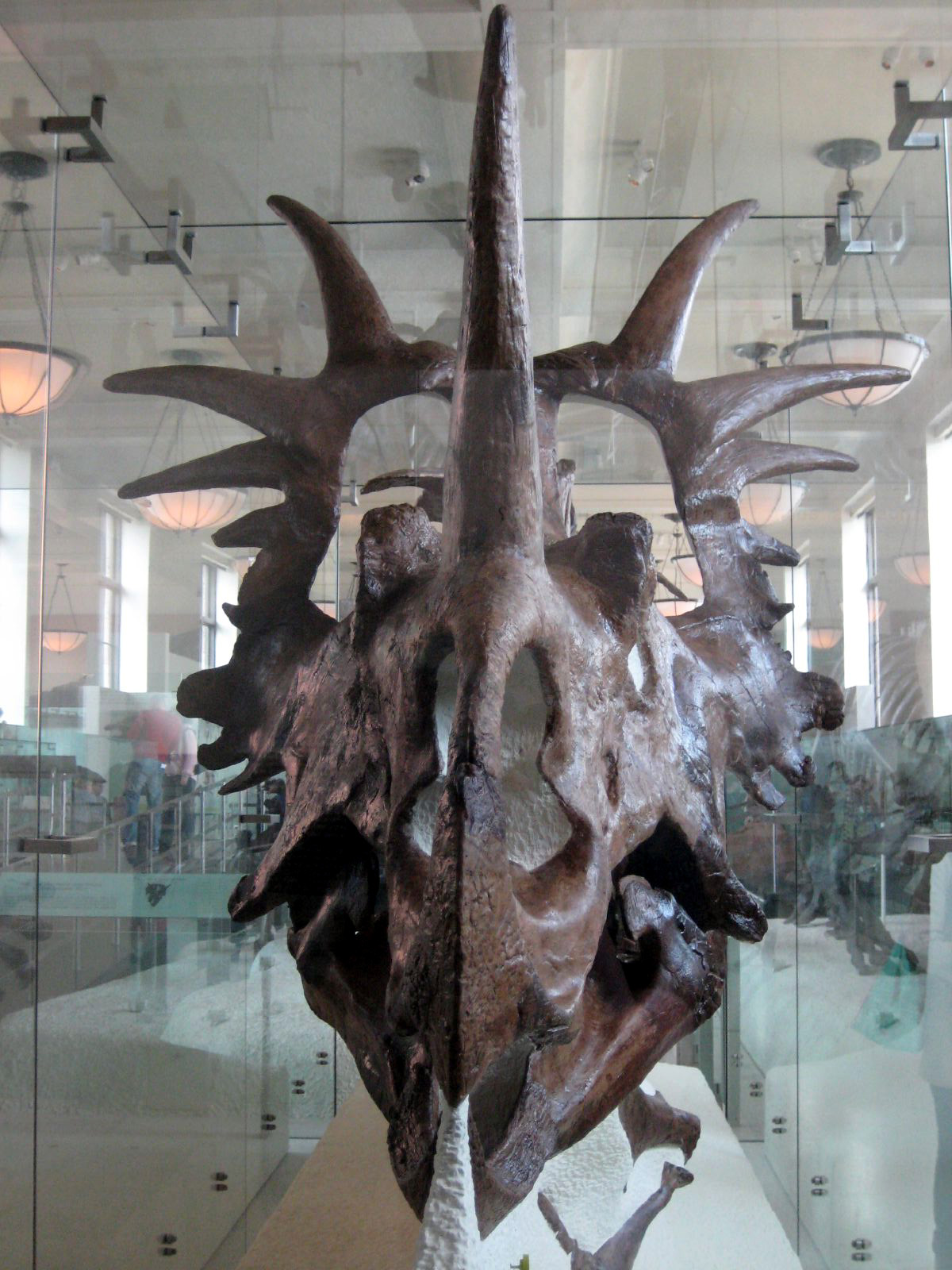
가까이에서 본 AM5372 두개골. 미국 자연사박물관

스티라코사우루스의 커다란 코뿔과 프릴은 모든 공룡들 중에서 가장 눈에 띄는 머리 부분의 장식이다. 이것의 기능은 최초의 뿔 달린 공룡이 발견된 이후로 줄곧 논쟁의 대상이 되어 왔다.
20세기 초, 고생물학자 R. S. 럴 (R. S. Lull) 은 각룡류 공룡의 프릴이 턱 근육이 부착되는 지점으로 기능했을 것이라고 제안했다. 럴은 후에 스티라코사우루스 프릴의 뿔이 매우 위협적인 모습이었으리라고 지적했다. 1996년에 도드슨은 프릴이 근육 부착면이라는 생각에 일부 동의하면서 스티라코사우루스와 카스모사우루스의 프릴 어느 부위에 근육이 부착될 수 있는지 자세한 도해를 만들었지만 프릴의 구멍을 근육이 완전히 채웠으리라는 생각에는 동조하지 않았다. 하지만 C. A. 포스터는 프릴의 뼈에 큰 근육이 부착되었으리나는 어떤 증거도 발견하지 못했다.
스티라코사우루스 같은 각룡류들이 프릴과 뿔을 당시의 대형 포식성 공룡으로부터 자신을 보호하는 데 썼을 것이라고 오랫동안 생각되어 왔다. 케라톱스과 공룡의 두개골에서 볼 수 있는 구멍과 상처, 그리고 기타 손상들이 싸움 도중에 뿔에 의해 생긴 것이라는 주장이 종종 있었으나 2006년의 연구에서는 뿔에 찔린 상처가 그런 형태의 손상을 일으킨다는 어떤 증거도 찾지 못했다. 예를 들어 감염이나 치유된 흔적이 보이지 않았다. 그 대신 병리적인 원인이 아닌 뼈의 재흡수나 알려지지 않은 뼈의 질병 등이 원인으로 제시되었다.

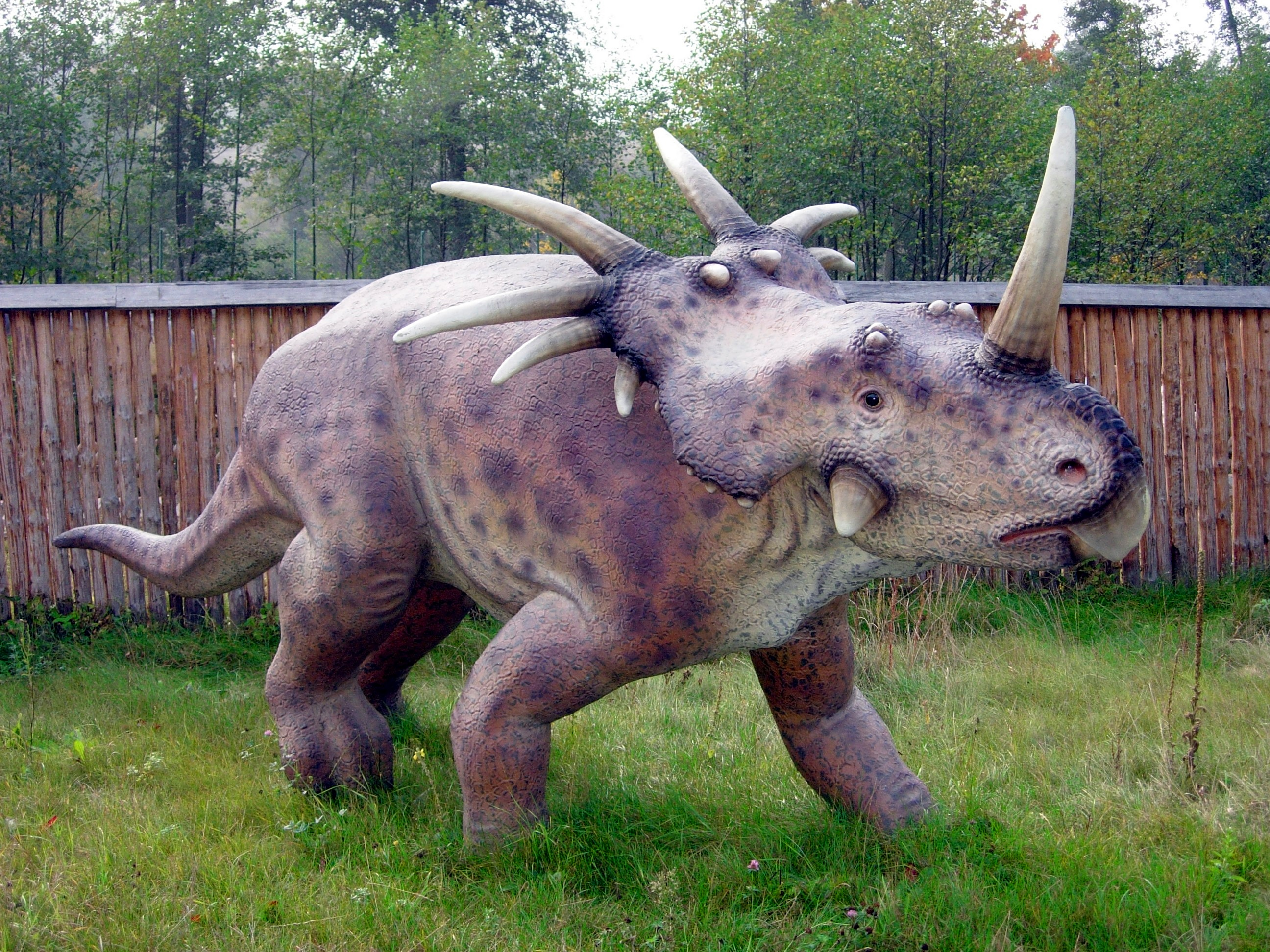
폴란드에 전시된 스티라코사우루스 모습

새로운 연구에서는 트리케라톱스와 켄트로사우루스 두개골의 병변 발생률을 비교하여 트리케라톱스가 싸움에 뿔을 이용하고 보호하는 데 프릴을 이용했다는 이론과 맞아떨어지며 켄트로사우루스의 낮은 유병률은 머리의 장식을 물리적으로 이용하기보다 시각적으로 이용하거나 머리보다는 몸을 더 많이 이용해 싸웠을 것이라고 보았다. 켄트로사우루스는 스티라코사우루스와 더 가까운 관계이며 두 종 모두 긴 코뿔을 가지고 있기 때문에 켄트로사우루스에 대한 결론을 스티라코사우루스 쪽에 적용하는 것이 적절해 보인다. 영구자들은 또 연구에 사용된 표본들에서 발견된 상처들이 종종 너무 작은 부위에만 보이는 것이어서 뼈의 질병때문인 것 같지는 않다고 결론내렸다.
스티라코사우루스 및 가까운 속들의 큰 프릴은 몸의 표면적을 넓혀서 현생 코끼리의 귀처럼 체온조절에 도움을 주었을 수도 있다. 비슷한 이론이 스테고사우루스의 골판에 대해서도 제안된 적이 있지만, 그것만으로는 케라톱스과의 여러 공룡들에서 볼 수 있는 화려한 여러 형태의 장식 모양들을 다 설명할 수 없어 보인다. 관찰결과에 따르면 이런 프릴의 첫번째 기능은 과시였을 가능성이 높다고 생각된다.
프릴이 성적 과시에 사용되었으리라는 이론은 1961년 다비타슈빌리가 처음 내놓았다. 이 이론은 점점 더 많은 지지를 얻게 되었다. 시각적 과시가 구애 및 다른 사회적 행동에 중요하다는 증거는 뿔공룡들이 각자의 장식에 있어 각 종들을 뚜렷히 구분할 수 있도록 서로 매우 다른 형태를 하고 있다는 것에서 알 수 있다. 그런 뿔이나 장식을 가지고 있는 현생 동물들에게서도 비슷한 행동이 관찰된다.